# Violaciones de derechos humanos en Sinkiang
Las violaciones de derechos humanos en Sinkiang son una serie de abusos de parte del gobierno chino contra los uigures y otras minorías étnicas y religiosas en la región autónoma de Sinkiang que activistas y medios, sobre todo occidentales han denunciado. A partir de 2014, el gobierno chino, bajo la administración del secretario general del Partido Comunista Chino (PCCh), Xi Jinping, encarceló a más de un millón de musulmanes túrquicos sin ningún proceso legal en campos de internamiento. Las operaciones de 2016 a 2021 fueron dirigidas por el secretario del PCCh de Sinkiang, Chen Quanguo, quien aumentó drásticamente la escala y el alcance de los campos. Es la mayor detención a gran escala de minorías étnicas y religiosas desde la Segunda Guerra Mundial. Los expertos estiman que, desde 2017, unas dieciséis mil mezquitas han sido destruidas o dañadas y cientos de miles de niños han sido separados por la fuerza de sus padres y enviados a internados.
Las políticas gubernamentales han incluido la detención arbitraria de uigures en campos de internamiento patrocinados por el estado, trabajos forzados, supresión de prácticas religiosas uigures, adoctrinamiento político, malos tratos severos, esterilización forzada, anticoncepción forzada, y aborto forzado. Las estadísticas del gobierno chino informaron que entre 2015 y 2018, las tasas de natalidad en las ciudades mayoritariamente uigures de Jotán y Kasgar cayeron más del 60%. En el mismo período, la tasa de natalidad de todo el país disminuyó en un 9,69%. Las autoridades chinas reconocieron que las tasas de natalidad se redujeron en casi un tercio en 2018 en Sinkiang, pero negaron los informes de esterilización forzada y genocidio. Las tasas de natalidad en Sinkiang cayeron un 24% más en 2019, en comparación con una disminución nacional del 4,2%.
Estas acciones han sido descritas como la asimilación forzada de Sinkiang, como un etnocidio o genocidio cultural, o incluso como genocidio. Quienes acusan a China de genocidio señalan actos intencionales cometidos por el gobierno chino que, según dicen, contravienen el artículo II de la Convención sobre Genocidio, que prohíbe los «actos cometidos con la intención de destruir, total o parcialmente», un «grupo racial o religioso», incluidos «causar daños físicos o mentales graves a los miembros del grupo» y «medidas destinadas a impedir los nacimientos dentro del grupo».
El gobierno chino niega haber cometido abusos contra los derechos humanos en Sinkiang. En una evaluación de la Oficina del Alto Comisionado de las Naciones Unidas para los Derechos Humanos, la organización declaró que las políticas y acciones de China en la región de Sinkiang pueden ser crímenes de lesa humanidad, aunque no utilizó el término genocidio. Las reacciones internacionales han variado. En 2020, 39 Estados miembros de las Naciones Unidas (ONU) emitieron declaraciones ante el Consejo de Derechos Humanos criticando las políticas de China, mientras que 45 países apoyaron las «medidas de desradicalización en Sinkiang» de China y se opusieron a «la politización de las cuestiones de derechos humanos y la doble moral». En diciembre de 2020, se desestimó un caso presentado ante la Corte Penal Internacional porque los presuntos delitos parecían haber sido «cometidos únicamente por ciudadanos de China dentro del territorio de China, un Estado que no es parte del Estatuto de Roma», lo que significa que la CPI no puede investigarlos. Estados Unidos ha declarado los abusos contra los derechos humanos como un genocidio, anunciando su decisión el 19 de enero de 2021. Desde entonces, las legislaturas de varios países han aprobado mociones no vinculantes que describen las acciones de China como genocidio, incluida la Cámara de los Comunes de Canadá, el parlamento de los Países Bajos, la Cámara de los Comunes del Reino Unido, el Seimas de Lituania, y la Asamblea Nacional de Francia. Otros parlamentos, como los de Nueva Zelanda, Bélgica, y la República Checa condenaron el trato del gobierno chino a los uigures como «graves abusos de los derechos humanos» o crímenes contra la humanidad.

## Antecedentes

### Identidad uigur

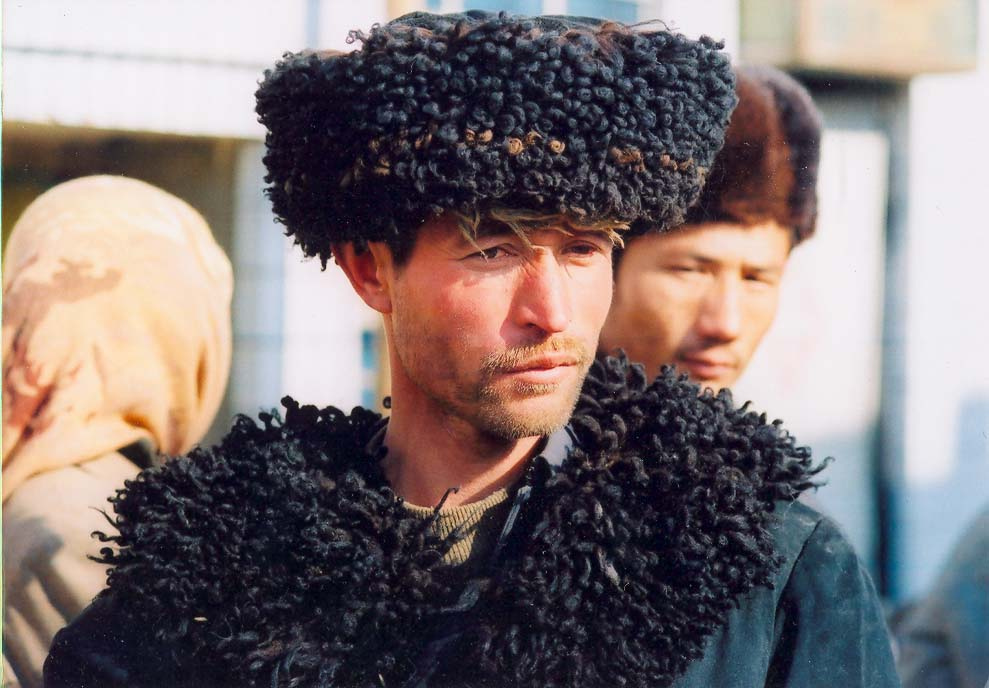
Un hombre uigur de Kasgar, una ciudad en Sinkiang, China.

Los uigures son un grupo étnico túrquico originario de Sinkiang. Son distintos de los chinos Han, el grupo étnico predominante en China. Los uigures son la segunda etnia predominantemente musulmana más grande de China y el Islam es un aspecto importante de la identidad uigur. El idioma uigur tiene alrededor de 10 millones de hablantes y se comparte con otros grupos minoritarios de la región.

### Conflicto en Sinkiang
Tanto los uigures como el gobierno predominantemente Han reclaman Sinkiang. Esto provocó un conflicto étnico caracterizado por la resistencia y la violencia esporádica mientras los uigures buscaban una mayor autonomía. Los sinólogos Anna Hayes y Michael Clarke han descrito a Sinkiang como atravesando un proceso de transición desde que el gobierno chino intentó transformarla de una región fronteriza a una provincia «integral» de un estado chino unitario.

#### China imperial
Históricamente, ciertas dinastías chinas ejercieron control sobre partes de la actual Sinkiang. La región quedó bajo el dominio chino como resultado de la expansión hacia el oeste de la dinastía Qing liderada por los manchúes durante el siglo XVIII, que también vio las conquistas del Tíbet y Mongolia. Sinkiang era una parte periférica del Imperio Qing y recuperó brevemente la independencia durante la rebelión de los dunganes (1862–1877). La población uigur participó en el genocidio zúngaro, lo que resultó en que el emperador Qianlong les concediera permiso para reasentarse en los antiguos territorios de los zúngaros.

#### Era republicana (1912–1949)
La región era semiautónoma durante la era de los señores de la guerra de la República de China (1916-1928), con partes controladas por el kanato Kumul, la camarilla Ma y más tarde por el señor de la guerra Jin Shuren. La Primera República del Turquestán Oriental se estableció en la Rebelión contra los Kumul, pero fue conquistada al año siguiente por el señor de la guerra Sheng Shicai con la ayuda soviética. En 1944, la Rebelión Ili condujo al establecimiento de la Segunda República del Turquestán Oriental, que dependía de la Unión Soviética hasta que fue absorbida por la República Popular China en 1949.

#### República Popular China (1949-presente)

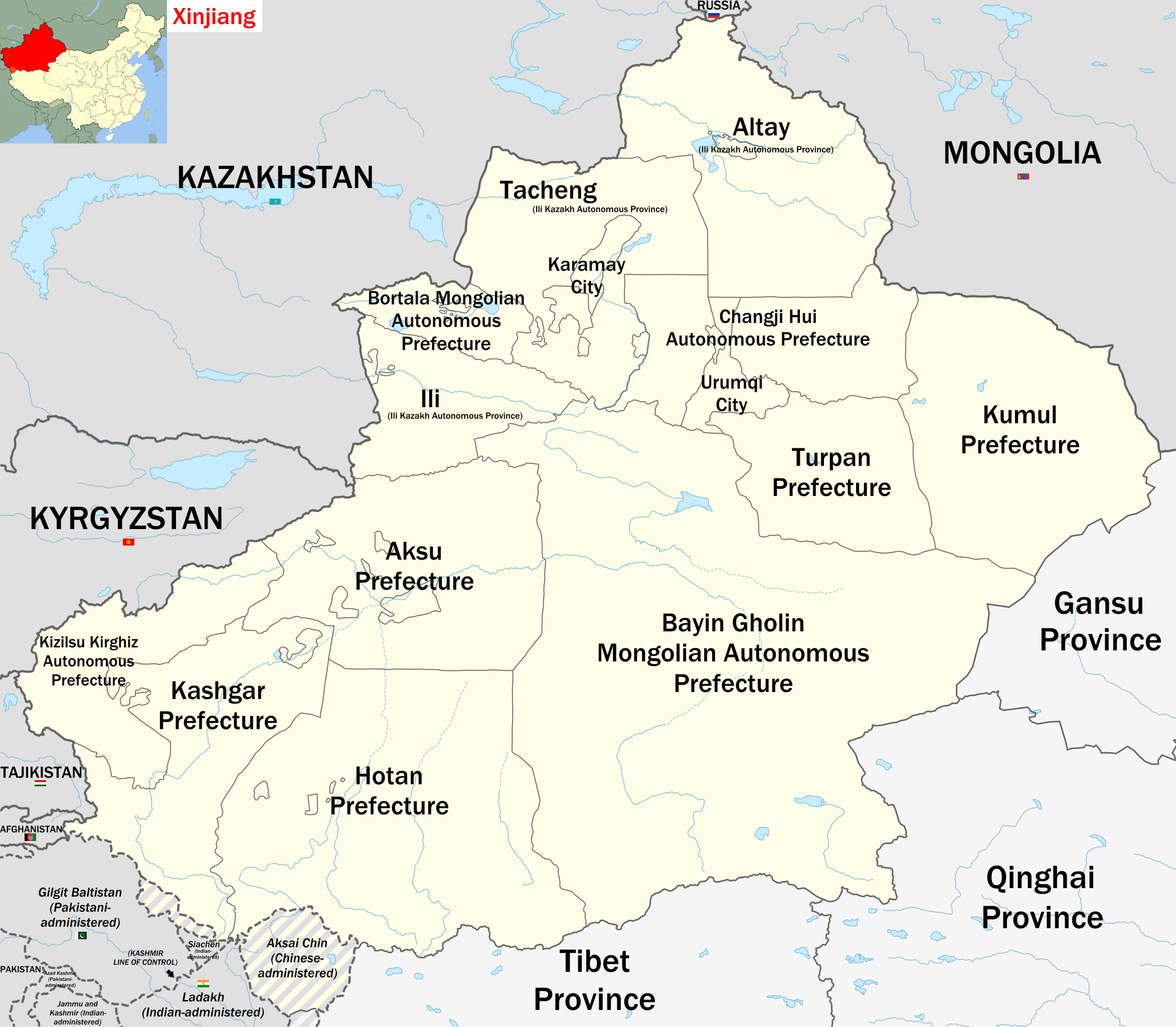
Mapa actual de Sinkiang y sus fronteras internas y externas.

Desde la década de 1950 hasta la de 1970, el gobierno chino patrocinó una migración masiva de chinos Han a Sinkiang e introdujo políticas diseñadas para suprimir la identidad cultural y la religión en la región. Durante este período, surgieron organizaciones independentistas uigures con cierto apoyo de la Unión Soviética, siendo el Partido Popular del Turquestán Oriental el más grande en 1968. Durante la década de 1970, los soviéticos apoyaron al Frente Revolucionario Unido del Turquestán Oriental (FRUTO) contra los chinos Han.
Durante la década de 1980, bajo Deng Xiaoping, la República Popular China siguió una nueva política de liberalización cultural en Sinkiang y adoptó una política lingüística flexible a nivel nacional. A pesar de una respuesta positiva entre los funcionarios del partido y los grupos minoritarios, el gobierno chino consideró que esta política no tuvo éxito y, desde mediados de la década de 1980, su política lingüística pluralista oficial se volvió cada vez más subordinada a una política encubierta de asimilación de minorías motivada por preocupaciones geopolíticas. En consecuencia, y en particular en Sinkiang, el multilingüismo y el pluralismo cultural se restringieron para favorecer un «modelo monolingüe y monocultural», que a su vez ayudó a arraigar y fortalecer una identidad uigur de oposición. Los intentos del estado chino de fomentar el desarrollo económico en la región mediante la explotación de los recursos naturales provocaron tensión étnica y descontento dentro de Sinkiang por la falta de autonomía de la región. En abril de 1990, el Ejército Popular de Liberación (EPL) reprimió un violento levantamiento en Barin, cerca de Kasgar, que provocó un gran número de muertos. Escribiendo en 1998, el politólogo Barry Sautman consideró que las políticas diseñadas para reducir la desigualdad entre los chinos Han y las minorías étnicas en Sinkiang no lograron eliminar los conflictos porque fueron moldeadas por el «enfoque paternalista y jerárquico de las relaciones étnicas adoptado por el gobierno chino».
En febrero de 1997, una redada policial y la ejecución de 30 presuntos «separatistas» durante el Ramadán dieron lugar a grandes manifestaciones, lo que condujo a una represión del EPL contra los manifestantes que resultó en al menos nueve muertes en lo que se conoció como el incidente de Gulja. El atentado con bomba contra autobuses de Urumqi a finales de ese mes mataron a nueve personas e hirieron a 68, y los grupos de exiliados uigures se atribuyeron la responsabilidad. En marzo de 1997, una bomba en un autobús mató a dos personas, cuya responsabilidad reivindicaron los separatistas uigures y la «Organización para la Libertad del Turquestán Oriental» con sede en Turquía.
Los disturbios de Urumqi de julio de 2009, que resultaron en más de cien muertos, estallaron en respuesta al incidente de Shaoguan, una disputa violenta entre trabajadores de fábricas uigures y chinos Han. Después de los disturbios, los terroristas uigures mataron a decenas de chinos Han en ataques coordinados entre 2009 y 2016. Estos incluyeron los disturbios de Sinkiang de septiembre de 2009, el atentado de Jotán de 2011, el atentado de Kunming de 2014, el atentado de Urumqi de abril de 2014 y el atentado de Urumqi de mayo de 2014. Los ataques fueron realizados por separatistas uigures, algunos orquestados por el Partido Islámico del Turquestán (una organización terrorista designada por la ONU, anteriormente llamada Movimiento Islámico del Turqestán Oriental).
Tras los disturbios de Urumqi, el primer ministro turco, Recep Tayyip Erdoğan, denunció el «salvajismo» infligido a la comunidad uigur y pidió el fin de los intentos del gobierno chino de asimilar por la fuerza a la comunidad. Más tarde, en la cumbre del G8 en Italia, Erdoğan pidió a las autoridades chinas que intervinieran para proteger a la comunidad y afirmó que «los incidentes en China son, simplemente, un genocidio. No tiene sentido interpretar esto de otra manera». Como resultado de las declaraciones de Erdoğan, las relaciones de China con Turquía se deterioraron temporalmente.

## Políticas gubernamentales

### Inicial «Campaña de Golpe Duro contra el Terrorismo Violento»

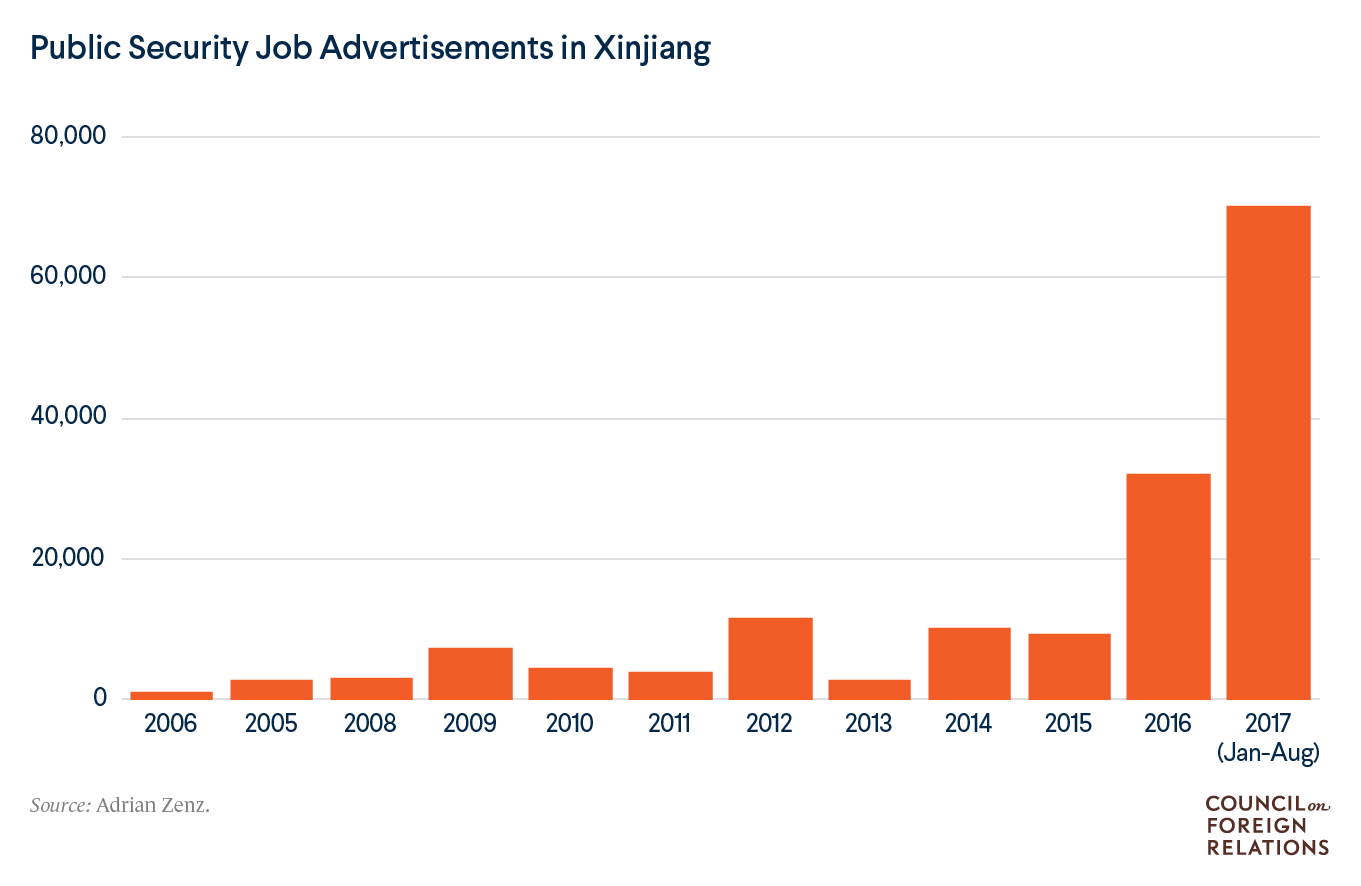
Anuncios de trabajo de la policía de Sinkiang por año.

Número de ofertas de contratación pública relacionadas con la «reeducación» en Sinkiang.

Durante el período previo a los Juegos Olímpicos de Pekín 2008, el estado chino comenzó a enfatizar el weiwen (mantenimiento de la estabilidad), lo que condujo a una intensificación de la represión en todo el país. Algunos dentro del PCCh advirtieron que el aumento de la acción para combatir la inestabilidad que podría incluso no existir podría conducir a una espiral de represión y disturbios.
En abril de 2010, después de los disturbios de Urumqi de julio de 2009, Zhang Chunxian reemplazó al ex secretario del PCCh, Wang Lequan, quien había estado detrás de las políticas religiosas en Sinkiang durante 14 años. Tras los disturbios, los teóricos del PCCh comenzaron a pedir la implementación de una sociedad más monocultural con una sola «carrera estatal» que permitiría a China convertirse en «un nuevo tipo de superpotencia». Las políticas para promover este objetivo fueron implementadas por primera vez por Zhang Chunxian. Después de un atentado en la provincia de Yunnan, Xi Jinping le dijo al politburó: «Deberíamos unir a la gente para construir un muro de cobre y hierro contra el terrorismo» y «Hacer que los terroristas corran por la calle como ratas, mientras todos gritan: '¡Golpéenlos!'». En abril de 2014, Xi viajó a Sinkiang y le dijo a la policía de Kasgar que «debemos ser tan duros como ellos y no mostrar piedad». Un atentado suicida ocurrió en Urumqi el último día de su visita.
En 2014, se llevó a cabo una reunión secreta de los líderes del Partido Comunista en Pekín para encontrar una solución al problema, que se conocería como la Campaña de Golpe Duro contra el Terrorismo Violento. En mayo de 2014, China lanzó públicamente la campaña en Sinkiang en respuesta a las crecientes tensiones entre los chinos Han y las poblaciones uigures de Sinkiang. Al anunciar la campaña, el secretario general del PCCh, Xi Jinping, afirmó que «la práctica ha demostrado que la estrategia de gobierno de nuestro partido en Sinkiang es correcta y debe mantenerse a largo plazo».
En 2016, hubo una breve ventana de oportunidad para que los uigures con pasaporte salieran de China; muchos lo hicieron, pero tuvieron que dejar atrás a familiares e hijos sin pasaporte. Muchas de estas familias no han sido reunificadas.
Siguiendo la guía de Pekín, los líderes del Partido en Sinkiang comenzaron una «guerra popular» contra las «Tres Fuerzas del Mal» del separatismo, el terrorismo y el extremismo. Desplegaron a 200 000 cuadros del partido en Sinkiang y lanzaron el programa Funcionario público-Pareja familiar. Xi no estaba satisfecho con los resultados iniciales de la guerra popular y reemplazó a Zhang Chunxian con Chen Quanguo en 2016. Luego de su nombramiento, Chen supervisó el reclutamiento de decenas de miles de policías adicionales y la división de la sociedad en tres categorías: de confianza, promedio y indigno de confianza. Instruyó a sus subordinados a «Tomar esta represión como el proyecto principal» y «adelantarse al enemigo, atacar desde el principio».

### Regulaciones desde 2017
Luego de una reunión con Xi en Pekín, Chen Quanguo realizó un mitin en Urumqi con diez mil soldados, helicópteros y vehículos blindados. Mientras desfilaban anunció una «ofensiva aplastante y arrasadora» y declaró que «enterrarían los cadáveres de los terroristas y bandas terroristas en el vasto mar de la guerra popular». Les ordenó «reunir a todos los que deberían ser detenidos», y en abril de 2017 habían comenzado los arrestos masivos.
El 1 de abril de 2017 se implementaron nuevas prohibiciones y regulaciones. Se prohibieron las barbas anormalmente largas y el uso de velos en público. No ver la televisión estatal ni escuchar programas de radio, negarse a cumplir las políticas de planificación familiar o negarse a permitir que los hijos asistan a las escuelas estatales estaban todas prohibidas.
En 2017, el Ministerio de Seguridad Pública de China comenzó a adquirir sistemas de monitoreo basados en la raza que, según se informa, podrían identificar si un individuo era uigur o no. A pesar de su cuestionable precisión, esto permitió agregar una «alarma uigur» a los sistemas de vigilancia. También se implementaron controles fronterizos mejorados con la presunción de culpabilidad en ausencia de evidencia, según Zhu Hailun, quien dijo: «Si no se puede descartar la sospecha de terrorismo, entonces se debe implementar un control fronterizo para asegurar el arresto de la persona».
En 2017, el 73% de los periodistas extranjeros en China informaron que tenían restricciones o prohibiciones para informar en Sinkiang, frente al 42% en 2016.
Los supuestos esfuerzos de «reeducación» comenzaron en 2014 y se ampliaron en 2017. Chen ordenó que los campos «se administraran como militares y se defendieran como una prisión». En este momento, se construyeron campos de internamiento para albergar a los «estudiantes» de los programas de «reeducación», la mayoría de los cuales eran uigures. El gobierno chino no reconoció su existencia hasta 2018 y los llamó «centros de educación y formación profesional». A partir de 2019, el gobierno comenzó a referirse a ellos como «centros de formación profesional». Los campos triplicaron su tamaño entre 2018 y 2019 a pesar de que el gobierno chino declaró que la mayoría de los detenidos habían sido liberados.
El uso de centros de formación profesional y educativa parece haber terminado en 2019 tras la presión internacional. Aunque hasta octubre de 2022 no se han realizado análisis independientes exhaustivas de los centros de formación profesional, los controles al azar realizados por periodistas han encontrado tales sitios convertidos en otra cosa o abandonados. En 2022, un reportero del Washington Post revisó una docena de sitios previamente identificados como centros de reeducación y encontró que «la mayoría de ellos parecían estar vacíos o convertidos en otra cosa, con varios sitios etiquetados como instalaciones de cuarentena de coronavirus, escuelas de maestros y escuelas vocacionales».

### Campaña de propaganda
El gobierno chino se ha involucrado en una campaña de propaganda para defender sus acciones en Sinkiang. China inicialmente negó la existencia de los campos de internamiento de Sinkiang e intentó encubrir su existencia. En 2018, después de que la información generalizada lo obligara a admitir que los campos de internamiento de Sinkiang existen, el gobierno chino inició una campaña para presentar los campos como humanos y negar que se produjeran abusos contra los derechos humanos en Sinkiang. En 2020 y 2021, la campaña de propaganda se expandió debido a la creciente reacción internacional contra las políticas gubernamentales en Sinkiang, y al gobierno chino le preocupaba que ya no tuviera el control de la narrativa.
Las autoridades chinas han respondido a las denuncias de abuso por parte de mujeres uigures lanzando ataques contra su credibilidad y carácter. Esto incluyó la divulgación de datos médicos confidenciales e información personal en un intento de calumniar a los testigos y socavar su testimonio. El objetivo de estos ataques parecía ser silenciar más críticas, en lugar de refutar afirmaciones específicas de los críticos. Las presentaciones realizadas por el departamento de publicidad de Sinkiang y el Ministerio de Relaciones Exteriores para disipar las denuncias de abuso están cerradas a los periodistas extranjeros y presentan preguntas pregrabadas, así como monólogos pregrabados de personas en Sinkiang, incluidos familiares de testigos.
Los ataques de propaganda del gobierno chino también han tenido como objetivo a periodistas internacionales que cubren abusos contra los derechos humanos en Sinkiang. Después de proporcionar una cobertura crítica de los abusos del gobierno chino en Sinkiang, el reportero de BBC News, John Sudworth, fue objeto de una campaña de propaganda y acoso por parte de los medios afiliados al estado chino y afiliados al PCCh. Los ataques públicos dieron como resultado que Sudworth y su esposa Yvonne Murray, quien trabaja para Raidió Teilifís Éireann, huyeran de China hacia Taiwán temiendo por su seguridad.
El gobierno chino ha utilizado las redes sociales como parte de su extensa campaña de propaganda. China ha gastado mucho en la compra de anuncios de Facebook para difundir propaganda diseñada para generar dudas sobre la existencia y el alcance de las violaciones de derechos humanos que ocurren dentro de Sinkiang. Douyin, la aplicación hermana de China continental de la aplicación de redes sociales TikTok propiedad de ByteDance, presenta a los usuarios cantidades significativas de propaganda estatal china relacionada con los abusos contra los derechos humanos en Sinkiang. Entre julio de 2019 y principios de agosto de 2019, el tabloide propiedad del PCCh, Global Times, pagó a Twitter para promover tuits que negaban que el gobierno chino estuviera cometiendo abusos contra los derechos humanos en Sinkiang; Twitter luego prohibió la publicidad de los medios de comunicación controlados por el estado el 19 de agosto después de eliminar una gran cantidad de bots pro-Pekín de la red social.
En abril de 2021, el gobierno chino publicó 5 videos de propaganda titulados «Sinkiang es una tierra maravillosa» y lanzó un musical titulado «Las alas de las canciones» que presentaba a Sinkiang como una región armoniosa y pacífica. Las alas de las canciones retrata «un idilio rural de cohesión étnica desprovisto de represión, vigilancia masiva» y sin Islam.
En junio de 2021, ProPublica documentó una campaña de propaganda respaldada por el gobierno chino en Twitter y YouTube en la que se analizaron más de 5000 videos. Los videos mostraban a uigures en Sinkiang negando los abusos y regañando a funcionarios extranjeros y corporaciones multinacionales que habían cuestionado el historial de derechos humanos de China en la provincia. Algunas de las cuentas de los videos se eliminaron de YouTube como parte de los esfuerzos de la empresa para combatir el spam y las operaciones de influencia.
En octubre de 2022, el Instituto Australiano de Política Estratégica documentó una serie de personas influyentes uigures respaldadas por el PCCh en Sinkiang que publicaron videos de propaganda en las redes sociales chinas y occidentales que rechazaban las acusaciones de abuso. Algunas de las cuentas de los influencers fueron suspendidas en Twitter por supuesta falta de autenticidad.

#### Justificación antiterrorista
China ha utilizado la «guerra contra el terrorismo» global de la década de 2000 para enmarcar los disturbios «separatistas» y étnicos como actos de terrorismo islamista para legitimar sus políticas en Sinkiang. Académicos como Sean Roberts y David Tobin han descrito la islamofobia y el miedo al terrorismo como discursos que se han utilizado en China para justificar políticas represivas contra los uigures, argumentando que la violencia contra los uigures debe verse en el contexto del colonialismo chino, y no exclusivamente como un parte de una campaña antiterrorista.
Arienne Dwyer ha escrito que la guerra de Estados Unidos contra el terrorismo le dio a China la oportunidad de caracterizar y «combinar» el nacionalismo uigur con el terrorismo, en particular mediante el uso de medios de comunicación estatales. Dwyer argumenta que China exagera la influencia de formas fundamentalistas del islam como el salafismo dentro de Sinkiang, ya que está atenuada por el sufismo uigur.
En diciembre de 2015, Associated Press informó que China había expulsado con éxito a Ursula Gauthier, una periodista francesa, «por cuestionar la línea oficial que equipara la violencia étnica en la región musulmana occidental con el terrorismo global». Gauthier, quien fue la primera periodista extranjera obligada a abandonar China desde 2012, fue objeto de lo que AP describió como una «campaña abusiva e intimidatoria» por parte de los medios estatales chinos que la acusaron de «haber herido los sentimientos del pueblo chino» y que un portavoz del Ministerio de Relaciones Exteriores de China la acusó de envalentonar el terrorismo.
En agosto de 2018, el Comité para la Eliminación de la Discriminación Racial de las Naciones Unidas condenó la «definición amplia de terrorismo y las vagas referencias al extremismo» utilizada por la legislación china, y señaló que había numerosos informes de detención de un gran número de uigures étnicos y otras minorías musulmanas con el «pretexto de luchar contra el terrorismo».
En 2019, los consejeros editoriales de The Wall Street Journal, Sam Brownback y Nathan Sales dijeron cada uno que el gobierno chino abusó sistemáticamente del «contraterrorismo» como pretexto para la represión cultural y los abusos contra los derechos humanos.
En 2021, Shirzat Bawudun, exjefe del departamento de justicia de Sinkiang, y Sattar Sawut, exjefe del departamento de educación de Sinkiang, fueron condenados a muerte con dos años de suspensión por cargos de terrorismo y extremismo. Otros tres educadores y dos editores de libros de texto recibieron sentencias menores.

## Efectos culturales

### Mezquitas

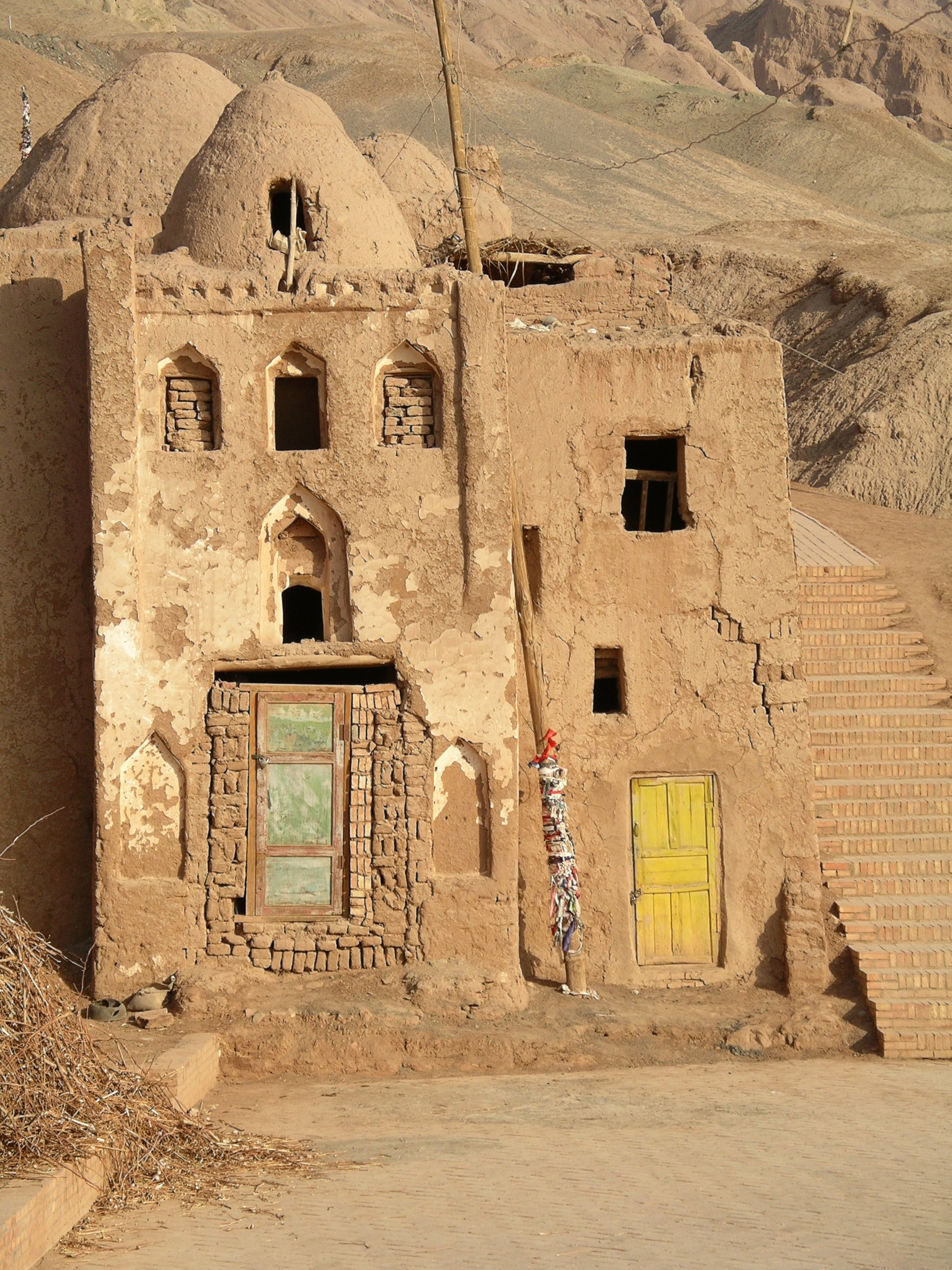
Mezquita en Tuyoq, Sinkiang (2005).

Mezquitas, santuarios musulmanes y cementerios en Sinkiang han sido objeto de destrucción sistemática. Se estima que 16 000 mezquitas han sido destruidas o dañadas, los minaretes han sido derribados y «los elementos decorativos han sido levantados o pintados».
En 2005, Human Rights Watch informó que «la información dispersa en fuentes oficiales sugiere que prevalecían las represalias» contra las mezquitas no patrocinadas por el estado chino y que el secretario del partido de Sinkiang expresó que los uigures «no deberían tener que construir nuevos lugares para actividades religiosas». El gobierno chino prohibió a los menores participar en actividades religiosas en Sinkiang de una manera que, según Human Rights Watch, «no tiene fundamento en la legislación china».
Según un análisis de The Guardian, más de un tercio de las mezquitas y lugares religiosos en China sufrieron «daños estructurales significativos» entre 2016 y 2018, con casi una sexta parte de todas las mezquitas y santuarios completamente arrasados. Esto incluía la tumba del Imam Asim, una tumba de barro en el desierto de Taklamakán y el santuario de Ordam en el mazar de Ali Arslan Kan. Según The Guardian, los musulmanes uigures creen que las peregrinaciones repetidas a estas tumbas cumplen con la obligación de los musulmanes de completar el Hach. En 2019, Bellingcat informó que «hay una represión y un encarcelamiento sistemáticos de la minoría musulmana uigur en Sinkiang, y la destrucción de edificios islámicos importantes desde el punto de vista cultural y religioso en esta provincia puede ser una parte más de esta represión en curso». El mismo año, el erudito indonesio Said Aqil Siradj cuestionó que los uigures enfrentaran persecución y dijo que se estaba construyendo y reparando un número cada vez mayor de mezquitas en Sinkiang.
La mezquita Id Kah en Sinkiang es la más grande de China. Radio Free Asia informó que en 2018, las autoridades habían retirado una placa que contenía escrituras coránicas, que había colgado durante mucho tiempo fuera de la entrada principal de la mezquita. Turghunjan Alawudun, director del Congreso Mundial Uigur, dijo que la placa fue retirada como «un aspecto de las perversas políticas del régimen chino destinadas a eliminar la fe islámica entre los uigures … y entre los propios uigures». Anna Fifield de The Independent escribió en 2020 que Kasgar ya no tenía mezquitas en funcionamiento, mientras que The Globe and Mail informó que los únicos servicios en la mezquita Id Kah, que se había convertido en una atracción turística, se organizaron para brindar servicios a los visitantes extranjeros para dar la impresión de que la religión se practicaba libremente y que la asistencia a las mezquitas era solo de docenas. El medio indonesio Antara publicó un video en 2021 que documenta que había 800 fieles en la mezquita, pero también que no había un ritual de iftar debido a las restricciones de la pandemia de COVID-19.
Radio Free Asia informó que, a partir de principios de 2020, en respuesta a las críticas internacionales, las autoridades chinas comenzaron a relajar de forma limitada las restricciones religiosas en Sinkiang y reabrieron algunas mezquitas que estaban cerradas. Sin embargo, el locutor dijo que la mayoría de los uigures no han regresado a las mezquitas, temerosos de sus experiencias en las represiones anteriores. También dijo que a los musulmanes hui se les dio mayor libertad de acción que a los musulmanes uigures.

### Educación

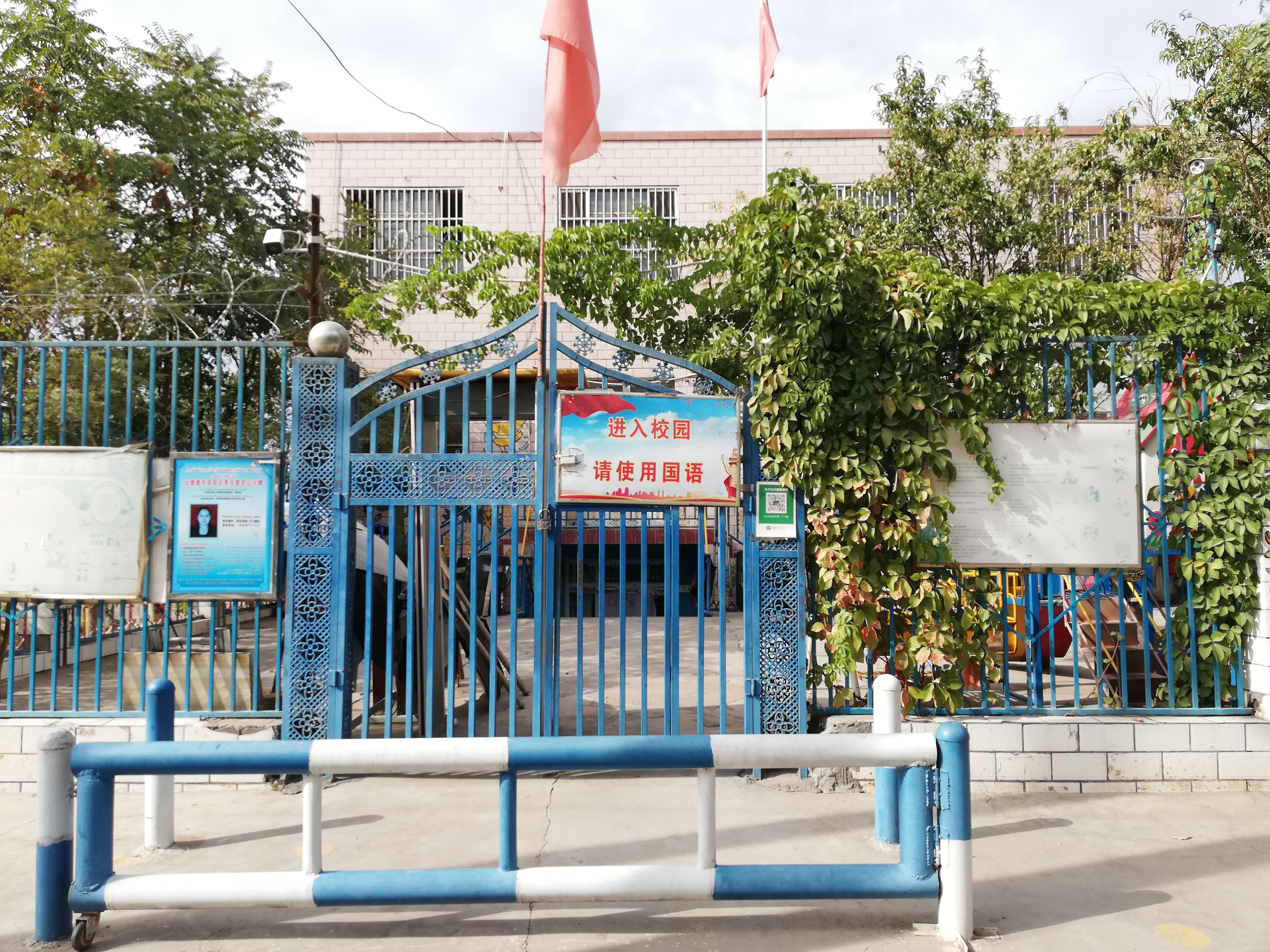
Entrada a una escuela en Turfán, una ciudad de mayoría uigur en Sinkiang, en 2018. El letrero en la puerta, escrito en chino, dice: «Usted está ingresando a los terrenos de la escuela. Por favor, hable Guoyu [«el idioma nacional», es decir, chino mandarín]».

En 2011, las escuelas de Sinkiang pasaron a lo que los funcionarios llamaron una política de educación bilingüe. El principal medio de instrucción es el chino estándar, con solo unas pocas horas a la semana dedicadas a la literatura uigur. A pesar de esta política, a pocos niños Han se les enseña a hablar uigur.
Los estudiantes uigures asisten cada vez más a escuelas residenciales lejos de sus comunidades de origen donde no pueden hablar uigur. Según un informe de 2020 de Radio Free Asia (RFA), se introdujo la educación monolingüe en chino en una escuela secundaria influyente en Kasgar que anteriormente brindaba educación bilingüe.
Sayragul Sauytbay, una maestra de etnia kazaja que luego huyó de China, describió cómo se vio obligada a enseñar en un campo de internamiento y dijo que el campo era «estrecho y antihigiénico» y que a sus alumnos detenidos solo se les daba el sustento básico. Sauytbay agregó que las autoridades obligaron a los detenidos a aprender chino, asistir a clases de adoctrinamiento y hacer confesiones públicas. Mencionó que la violación y la tortura eran comunes y que las autoridades obligaban a los detenidos a tomar un medicamento que dejaba a algunas personas estériles o con problemas cognitivos.
En 2021, los libros de texto estándar en uigur utilizados en Sinkiang desde principios de la década de 2000 fueron ilegalizados y sus autores y editores fueron condenados a muerte o cadena perpetua por cargos de separatismo. Los libros de texto habían sido creados y aprobados por funcionarios gubernamentales relevantes; sin embargo, según AP en 2021, el gobierno chino dijo que las «ediciones de 2003 y 2009 de los libros de texto contenían 84 pasajes que predicaban el separatismo étnico, la violencia, el terrorismo y el extremismo religioso y que varias personas se inspiraron en los libros para participar en los sangrientos disturbios antigubernamentales en la capital regional Urumqi en 2009».

### Académicos y figuras religiosas detenidos

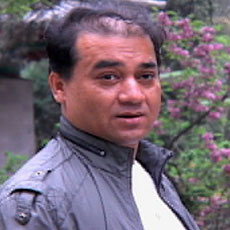
El economista uigur Ilham Tohti.

En 2019, el Proyecto de Derechos Humanos Uigures identificó a 386 intelectuales uigures que habían sido encarcelados, detenidos o desaparecidos desde principios de 2017.
El economista uigur Ilham Tohti fue condenado a cadena perpetua en 2014. Amnistía Internacional calificó su sentencia de injustificada y deplorable. Rahile Dawut, una destacada antropóloga uigur que estudió y conservó los santuarios islámicos, las canciones tradicionales y el folclore, desapareció.
RFA informó que el gobierno chino encarceló al imán uigur Abduheber Ahmet después de que llevó a su hijo a una escuela religiosa no autorizada por el estado. Informaron que Ahmet había sido elogiado anteriormente por China como un imán de «cinco estrellas», pero fue sentenciado en 2018 a más de cinco años de prisión por su acción.

### Cementerios
En septiembre de 2019, la Agence France-Presse (AFP) visitó 13 cementerios destruidos en cuatro ciudades y vio restos de huesos expuestos en cuatro de ellos. A través del análisis de imágenes satelitales, la agencia de prensa determinó que la campaña de destrucción de tumbas se venía realizando desde hace más de una década. Según un informe anterior de AFP, tres cementerios en el condado de Xayar se encontraban entre las docenas de cementerios uigures destruidos en Sinkiang entre 2017 y 2019. Los huesos humanos desenterrados de los cementerios en el condado de Xayar fueron tirados. En enero de 2020, un informe de CNN basado en un análisis de imágenes satelitales de Google Maps dijo que las autoridades chinas habían destruido más de 100 cementerios en Sinkiang, principalmente uigures. CNN vinculó la destrucción de los cementerios a la campaña del gobierno para controlar a los uigures y musulmanes de manera más amplia. El gobierno chino afirmó que la destrucción de cementerios y tumbas fueron reubicaciones debido a la falta de mantenimiento y que los muertos fueron enterrados nuevamente en nuevos cementerios estandarizados.

Todo esto es parte de la campaña de China para erradicar efectivamente cualquier evidencia de quiénes somos, para hacernos como los chinos Han. ... Por eso están destruyendo todos estos sitios históricos, estos cementerios, para desconectarnos de nuestra historia, de nuestros padres y nuestros ancestros.
—Salih Hudayar, cuya tumbas de sus bisabuelos fueron demolidas.

Entre los cementerios destruidos se encuentra el cementerio de Sultanim, el cementerio histórico central uigur con generaciones de entierros y el santuario más sagrado de la ciudad de Jotán, que fue demolido y convertido en un estacionamiento entre 2018 y 2019. China Global Television Network (CGTN), un canal internacional estatal chino afiliado al Partido Comunista de China, dijo que las tumbas fueron reubicadas.

### Casamiento
Según la experta en estudios de género Leta Hong Fincher, el gobierno chino ofreció a las parejas uigures incentivos para tener menos hijos y para que las mujeres se casaran con no uigures. Según el coordinador de divulgación del Proyecto de Derechos Humanos Uigures con sede en Estados Unidos, Zubayra Shamseden, el gobierno chino «quiere borrar la cultura y la identidad de los uigures rehaciendo a sus mujeres».
Se fomentan los matrimonios entre uigures y Han con subsidios gubernamentales. En agosto de 2014, las autoridades locales del condado de Cherchen (condado de Qiemo) anunciaron «Medidas de incentivo para fomentar los matrimonios mixtos entre uigures y chinos», incluida una recompensa en efectivo anual de 10 000 CNY (1450 USD) durante los primeros cinco años para dichas parejas casadas, así como trato preferencial en el empleo y la vivienda más educación gratuita para las parejas, sus padres e hijos. El secretario del PCCh del condado, Zhu Xin, comentó:

Nuestra defensa de los matrimonios mixtos está promoviendo energía positiva ... Solo promoviendo el establecimiento de una estructura social y un entorno comunitario en el que todos los grupos étnicos estén integrados entre sí ... podemos impulsar la gran unidad, la fusión étnica y el desarrollo de todos los grupos étnicos en Sinkiang, y finalmente realizar nuestro sueño chino del gran rejuvenecimiento de nuestra nación china.

En octubre de 2017, se celebró en la página de redes sociales del condado el matrimonio de un hombre Han de la provincia de Henan con una mujer uigur del condado de Lop:

Dejarán que la unidad étnica florezca para siempre en sus corazones, que la unidad étnica se convierta en la propia carne y sangre.

El antropólogo de la Universidad de Washington y experto en China, Darren Byler, dijo que una campaña en las redes sociales en 2020 para casar a 100 mujeres uigures con hombres Han indicó que «una cierta dinámica de poder racializada es parte de este proceso», y comentó: «Parece que este es un esfuerzo por producir una mayor asimilación y disminuir la diferencia étnica al llevar a los uigures a relaciones dominadas por los Han».
Según informes de RFA, en marzo de 2017, Salamet Memetimin, de etnia uigur y secretaria del Partido Comunista de la aldea Bekchan del municipio de Chaka en el condado de Qira, prefectura de Jotán, fue relevada de sus funciones por tomar sus votos matrimoniales nikah en su casa. En entrevistas con RFA en 2020, los residentes y funcionarios del condado de Shufu, prefectura de Kasgar declararon que ya no era posible realizar los ritos tradicionales de matrimonio uigur nikah en el condado.

### Vestimenta

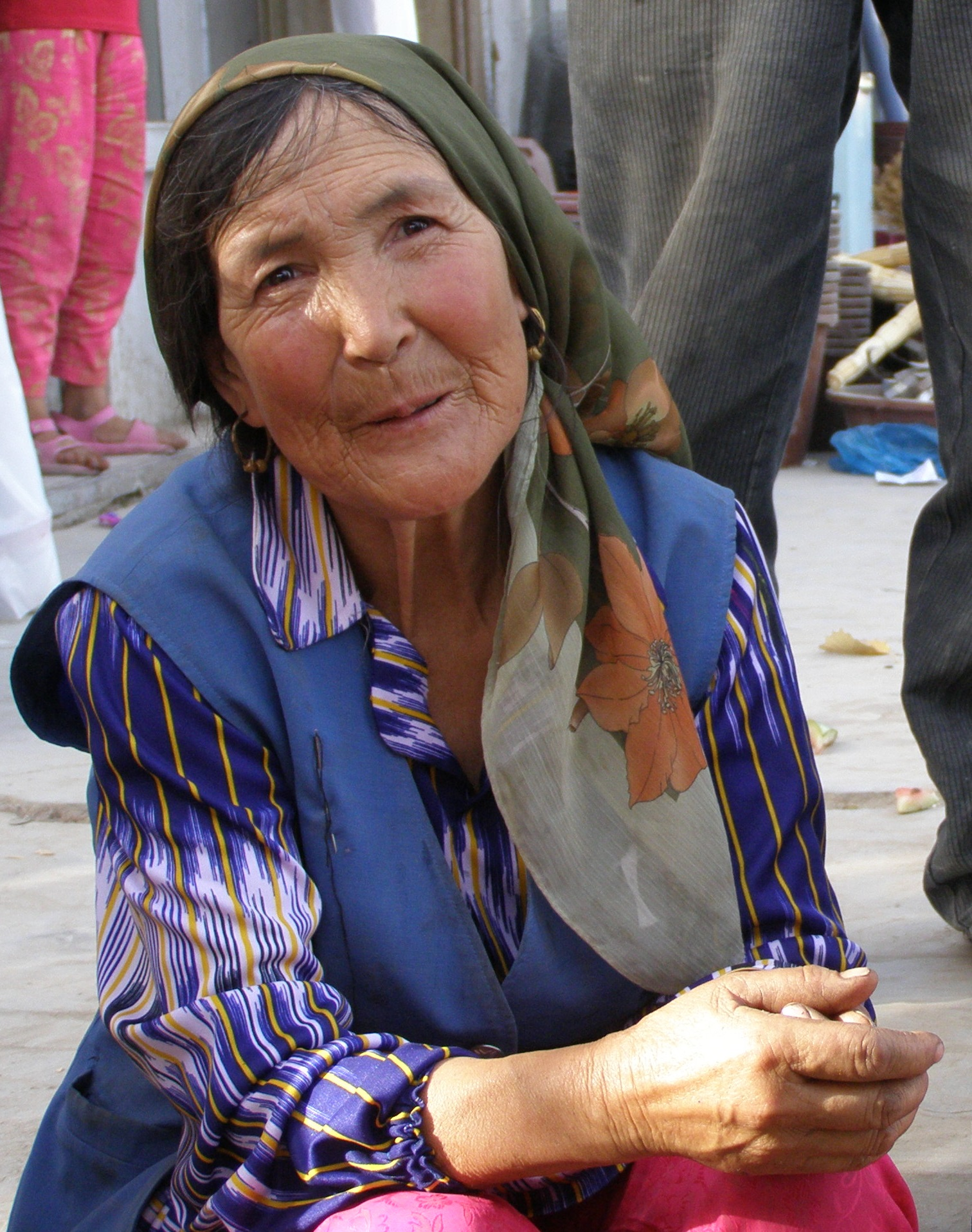
Una mujer uigur con hiyab en Sinkiang.

Las autoridades chinas desaconsejan el uso de pañuelos en la cabeza, velos y otros atuendos islámicos habituales. El 20 de mayo de 2014, estalló una protesta en Alakaga (Alaqagha, Alahage), Kuqa (Kuchar, Kuche), prefectura de Aksu, cuando 25 mujeres y escolares fueron detenidas por llevar velo. Según un funcionario local, dos murieron y cinco resultaron heridos cuando la policía disparó contra los manifestantes. Posteriormente, un equipo del Washington Post fue detenido en Alakaga y finalmente deportado de la región.
Los documentos filtrados de los campos de internamiento de Sinkiang han señalado que algunos reclusos han sido detenidos por llevar ropa tradicional.

### Nombres de niños
RFA informó que en 2015, se promulgó en Jotán una lista de nombres prohibidos para niños llamada «Reglas de nombres para minorías étnicas», que prohibía nombres potenciales como «Islam», «Corán», «La Meca», «Yihad», «Imán», «Sadam», «Hach» y «Medina». El uso de la lista se extendió más tarde a todo Sinkiang. La legislación de 2017 declaró ilegal dar a los niños nombres que el gobierno chino considerara que «exageran el fervor religioso». Esta prohibición incluía la prohibición de nombrar a los niños «Mohamed».

## Abusos de derechos humanos

### Dentro de los campos de internamiento

#### Detenciones masivas
Especialmente desde 2016, los campos de internamiento han sido parte de la estrategia del gobierno chino para gobernar Sinkiang a través de la detención masiva de minorías étnicas. Según Adrian Zenz, investigador de los campos, los internamientos masivos alcanzaron su punto máximo en 2018 y han disminuido desde entonces, y los funcionarios cambiaron su enfoque hacia los programas de trabajos forzados.
En 2021, CNN publicó una entrevista con un ex oficial de policía de Sinkiang identificado como «Jiang», quien dijo que, cuando la policía planeaba allanar una aldea uigur, a veces hacía arreglos para que toda la aldea se reuniera con su jefe para que la policía pudiera aparecer y arrestar a todos, mientras que en otras ocasiones la policía iba de puerta en puerta con rifles y sacaba a todos los residentes de sus casas durante la noche. Una vez que la policía había arrestado a las personas, interrogaba y golpeaba a todos los hombres, mujeres y niños mayores de 14 años «hasta que se arrodillaban en el suelo llorando».
Los investigadores y las organizaciones han hecho varias estimaciones del número de detenidos en los campos de internamiento de Sinkiang. En 2018, el vicepresidente del Comité para la Eliminación de la Discriminación Racial de las Naciones Unidas, Gay McDougall, indicó que alrededor de un millón de uigures estaban detenidos en campos de internamiento. En septiembre de 2020, un libro blanco del gobierno chino reveló que un promedio de 1,29 millones de trabajadores recibieron «capacitación vocacional» por año entre 2014 y 2019, aunque no especifica cuántas personas recibieron capacitación en campos o cuántas veces tuvieron que pasar por la capacitación. Adrian Zenz afirmó que esto «nos da un posible alcance del trabajo coercitivo» que ocurre en Sinkiang. Ha habido múltiples informes de muertes masivas dentro de los campos.
En marzo de 2019, Adrian Zenz le dijo a las Naciones Unidas que 1,5 millones de uigures habían sido detenidos en campos y dijo que el número explicaba los aumentos en el tamaño y el alcance de la detención en la región y los informes públicos sobre las historias de exiliados uigures con familiares en campos de internamiento. En julio de 2019, Zenz escribió en un artículo publicado por Journal of Political Risk que 1,5 millones de uigures habían sido detenidos extrajudicialmente, lo que describió como «un equivalente a poco menos de uno de cada seis miembros adultos de un grupo minoritario túrquico y predominantemente musulmán en Sinkiang». En noviembre de 2019, Zenz estimó que el número de campos de internamiento en Sinkiang había superado los 1000. En julio de 2020, Zenz escribió en Foreign Policy que su estimación había aumentado desde noviembre de 2019, estimando que un total de 1,8 millones de uigures y otras minorías musulmanas habían sido detenidos extrajudicialmente en lo que describió como «el mayor encarcelamiento de una minoría etnorreligiosa desde el Holocausto», argumentando que el gobierno chino estaba aplicando políticas en violación de la Convención de las Naciones Unidas para la Prevención y la Sanción del Delito de Genocidio.
Según un estudio de 2020 de Joanne Smith Finley, «la reeducación política implica la sinización coercitiva, muertes en los campos por desnutrición, condiciones insalubres, atención médica negada y violencia (palizas); violación de prisioneros y prisioneras; y, desde el final de 2018, los traslados de los prisioneros más recalcitrantes, por lo general hombres jóvenes y religiosos, a prisiones de alta seguridad en Sinkiang o en el interior de China. Otros 'graduados' de campos han sido enviados a trabajos forzados protegidos. Aquellos que permanecen fuera de los campos han sido aterrorizados imponiéndoseles autocensura religiosa y cultural a través de la amenaza de internamiento».
Ethan Gutmann estimó en diciembre de 2020 que entre el 5 y el 10 por ciento de los detenidos habían muerto cada año en los campos.

#### Tortura

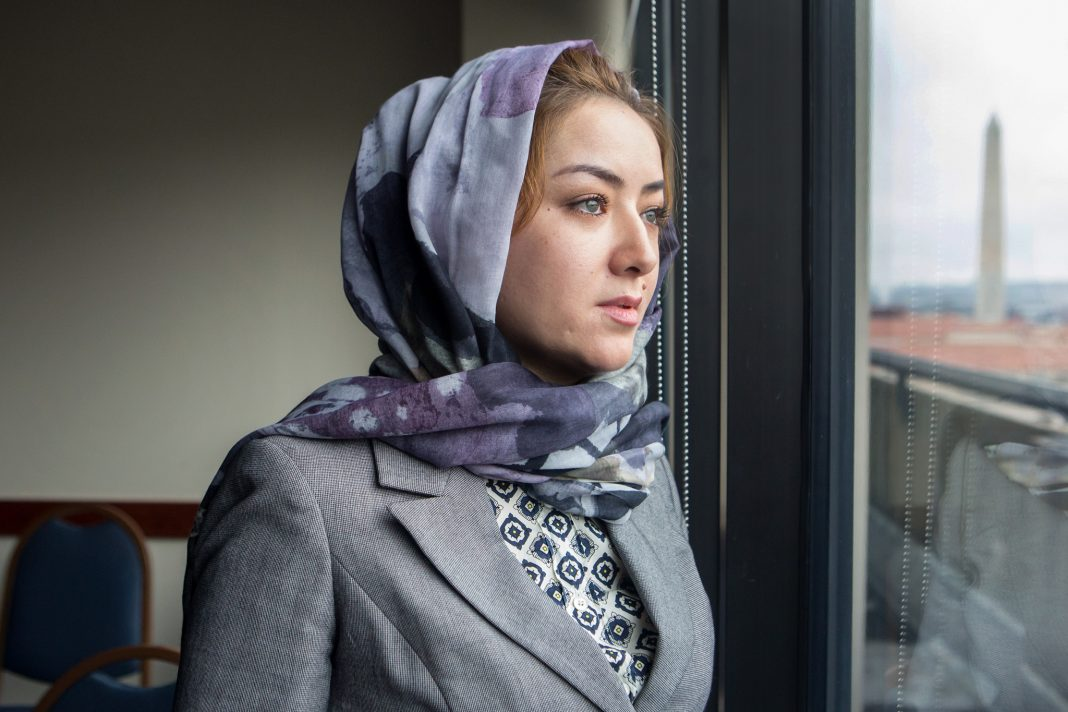
Mihrigul Tursun, una ex detenida de los campos de internamiento de Sinkiang.

China ha sometido a torturas a los uigures que viven en Sinkiang. Un exdetective de la policía china, exiliado en Europa, reveló a CNN en 2021 detalles de la tortura sistemática de los uigures en los campos de internamiento en Sinkiang, actos en los que había participado y el temor a su propio arresto si se hubiera negado mientras estaba en China.
Mihrigul Tursun, una joven madre uigur, dijo que fue «torturada y sometida a otras condiciones brutales». En 2018, Tursun concedió una entrevista durante la cual describió su experiencia en los campos; la drogaron, la interrogaron durante días sin dormir, la sometieron a exámenes médicos intrusivos, la ataron a una silla y le aplicaron descargas eléctricas. Era la tercera vez que la enviaban a un campo desde 2015. Tursun dijo a los periodistas que recordaba que los interrogadores le decían «Ser uigur es un delito». Una portavoz del Ministerio de Relaciones Exteriores de China, Hua Chunying, ha declarado que Tursun fue detenida por la policía por «sospecha de incitar al odio étnico y la discriminación» durante un período de 20 días, pero niega que Tursun haya sido detenida alguna vez en un campo de internamiento.
Otro detenido anterior, Kayrat Samarkand, dijo que «me hicieron usar lo que ellos llamaban 'ropa de hierro', un traje hecho de metal que pesaba más de 50 libras [23 kg] ... Obligaba a mis brazos y piernas a ponerse en una posición estirada. No podía moverme en absoluto, y me dolía mucho la espalda ... Hacían que la gente usara esta cosa para quebrantar su espíritu. Después de 12 horas, me volví tan suave, tranquilo y lícito».
Según se informa, el submarino es una de las formas de tortura que se han utilizado como parte del proceso de adoctrinamiento.

#### Esterilizaciones obligatorias y anticoncepción
En 2019, comenzaron a surgir informes de esterilización forzada en Sinkiang. Zumrat Dwut, una mujer uigur, dice que fue esterilizada a la fuerza mediante ligadura de trompas durante el tiempo que estuvo en un campo antes de que su esposo pudiera sacarla a través de solicitudes a diplomáticos paquistaníes. El gobierno regional de Sinkiang niega que haya sido esterilizada a la fuerza.
En 2020, Associated Press entrevistó a siete ex detenidas de campos de internamiento que dijeron que las habían obligado a tomar píldoras anticonceptivas o les habían inyectado líquidos sin explicación, lo que provocó que las mujeres dejaran de tener períodos. AP sugirió que el líquido podría haber sido el medicamento hormonal Depo-Provera, que se usa comúnmente en los hospitales de Sinkiang para el control de la natalidad.
En abril de 2021, el médico uigur exiliado Gülgine informó que la esterilización forzada de personas de etnia uigur persistía desde la década de 1980. Desde 2014, hubo indicios de un fuerte aumento en la esterilización de mujeres uigures para garantizar que los uigures siguieran siendo una minoría en la región. Gülgine dijo: «En algunos días hubo alrededor de 80 cirugías para realizar esterilizaciones forzadas». Presentó dispositivos intrauterinos (DIU) y comentó que «estos dispositivos se insertaban en el útero de la mujer» para causar una infertilidad forzada.

#### Lavado de cerebro
El exdetenido Kayrat Samarkand describió la rutina de su campo en un artículo para NPR en 2018: «Además de vivir en espacios reducidos, dice que los reclusos tenían que cantar canciones alabando al líder chino Xi Jinping antes de que se les permitiera comer. Dice que los detenidos se vieron obligados a memorizar una lista de lo que él llama '126 mentiras' sobre la religión: 'La religión es opio, la religión es mala, no debes creer en ninguna religión, debes creer en el Partido Comunista', recuerda. 'Solo el Partido Comunista podría liderar al futuro brillante'».
Documentos filtrados a The New York Times por un funcionario chino anónimo advierten que «si los hijos preguntan si sus padres desaparecidos han cometido un delito, se les debe decir que no, es solo que su pensamiento ha sido infectado por pensamientos nocivos. La libertad solo es posible cuando se erradica este 'virus' en su pensamiento y gozan de buena salud».
La Fundación Heritage informó que «los niños cuyos padres están detenidos en los campos a menudo son enviados a orfanatos estatales y les lavan el cerebro para que olviden sus raíces étnicas. Incluso si sus padres no están detenidos, los niños uigures necesitan mudarse al interior de China y sumergirse en la cultura Han bajo la política de 'aulas de Sinkiang' del gobierno chino».
En 2021, Gulbahar Haitiwaji denunció haber sido obligada a denunciar a su familia después de que fotografiaran a su hija en una protesta en París.

#### Trabajo forzado
Según Quartz, el Proyecto de Derechos Humanos Uigures describe la región de Sinkiang como un «'gulag del algodón' donde el trabajo penitenciario está presente en todos los pasos de la cadena de suministro del algodón».
Tahir Hamut, un uigur, trabajó en un campo de trabajo durante la escuela primaria cuando era niño, y luego trabajó en un campo de trabajo cuando era adulto, realizando tareas como recoger algodón, palear grava y fabricar ladrillos. «Todo el mundo se ve obligado a realizar todo tipo de trabajos forzados o sufrir castigos», dijo. «Cualquiera que no pueda cumplir con sus deberes será golpeado».
BuzzFeed News informó en diciembre de 2020 que «es casi seguro que se está produciendo trabajo forzado a gran escala» dentro de los campos de internamiento de Sinkiang, con 135 instalaciones de fábrica identificadas dentro de los campos que cubren más de 21 millones de pies cuadrados (2,0 km²) de tierra. El informe señaló que «otros millones de pies cuadrados de nuevas fábricas se construyeron solo en 2018» dentro de los campos y que «los ex detenidos dijeron que nunca se les dio la opción de decidir si querían trabajar, y que ganaban una miseria o no ganaban nada».
Un sitio web chino alojado por Baidu ha publicado listas de trabajos para transferir trabajadores uigures en lotes de 50 a 100 personas. El Plan Quinquenal de 2019 del gobierno de Sinkiang tiene un «programa de transferencia de mano de obra» oficial «para brindar más oportunidades de empleo a la mano de obra rural excedente». Estos lotes de uigures están bajo una gestión de estilo «medio militar» y supervisión directa. El propietario de una planta de procesamiento de mariscos dijo que la fuerza laboral uigur en su fábrica se había ido a Sinkiang debido a la pandemia de COVID-19 y que se les pagaba y alojaba adecuadamente. Se descubrió que al menos 83 empresas se habían beneficiado de la mano de obra uigur. Las respuestas de las empresas incluyeron promesas de asegurarse de que no vuelva a suceder verificando las líneas de suministro, como Marks & Spencer. Samsung dijo que se aseguraría de que los controles anteriores aseguraran buenas condiciones de trabajo bajo su código de conducta. Apple, Esprit y Fila no ofrecieron respuestas a consultas relacionadas.
Se informa que el gobierno chino ha presionado a las empresas extranjeras para que rechacen las denuncias de abusos. El gobierno chino solicitó a Apple que censurara aplicaciones de noticias relacionadas con uigures, entre otras, en sus dispositivos vendidos en China. Empresas como Nike y Adidas fueron boicoteadas en China después de que criticaran el trato a los uigures, lo que resultó en una caída significativa de las ventas.

#### Experimentos médicos
Ex internos han dicho que fueron sometidos a experimentación médica.

#### Violación masiva organizada y tortura sexual
BBC News y otras fuentes informaron sobre violaciones masivas organizadas y torturas sexuales llevadas a cabo por las autoridades chinas en los campos de internamiento.
Varias mujeres que anteriormente estuvieron detenidas en los campos de internamiento de Sinkiang han hecho acusaciones públicas de abuso sexual sistémico, que incluyen violación, violación en grupo y tortura sexual, como penetraciones vaginales y anales forzadas con bastones eléctricos, y frotar pasta de chile en genitales. Sayragul Sauytbay, una maestra que fue obligada a trabajar en los campos, le dijo a la BBC que los empleados del campo de internamiento en el que estuvo detenida cometieron violaciones en masa y dijeron que los guardias del campo «seleccionaban a las niñas y mujeres jóvenes que querían y se las llevaban». También le contó a la BBC sobre una violación en grupo organizada, en la que una mujer de alrededor de 21 años fue obligada a hacer una confesión frente a una multitud de otras 100 mujeres detenidas en el campo, antes de ser violada por varios policías frente a la multitud reunida. En 2018, una entrevista de Globe and Mail con Sauytbay indicó que ella personalmente no vio violencia en el campo, pero sí fue testigo de desnutrición y una total falta de libertad. Tursunay Ziawudun, una mujer que estuvo detenida en los campos de internamiento durante un período de nueve meses, le dijo a la BBC que las mujeres eran sacadas de sus celdas todas las noches para ser violadas por hombres chinos enmascarados y que ella fue sometida a tres casos separados de violación en grupo mientras estaba detenida. En una entrevista anterior, Ziawudun informó que si bien «no fue golpeada ni abusada» mientras estaba en el campo, en cambio fue sometida a largos interrogatorios, obligada a ver propaganda, le cortaron el pelo, la vigilaron constantemente y la mantuvieron en condiciones de frío con mala alimentación, lo que la llevó a desarrollar anemia. Qelbinur Sedik, una mujer uzbeka de Sinkiang, ha declarado que la policía china abusó sexualmente de los detenidos durante las torturas con descargas eléctricas y dijo que «había cuatro tipos de descargas eléctricas ... la silla, el guante, el casco y la violación anal con un palo».
Funcionarios del gobierno chino niegan todas las acusaciones de que ha habido abusos contra los derechos humanos dentro de los campos de internamiento. Reuters informó en marzo de 2021 que funcionarios del gobierno chino también revelaron información médica personal de mujeres testigos en un esfuerzo por desacreditarlas.
En febrero de 2021, la BBC publicó un extenso informe que alegaba que se estaban cometiendo abusos sexuales sistemáticos dentro de los campos. Se alegó que las violaciones en grupo y la tortura sexual formaban parte de una cultura de violación sistémica que incluía tanto a policías como a personas ajenas a los campos que pagan por pasar tiempo con las chicas más bonitas. CNN informó en febrero de 2021 sobre un trabajador y varias ex reclusas que sobrevivieron a los campos; proporcionaron detalles sobre asesinatos, torturas y violaciones en los campos, que describieron como rutinarios.

### Fuera de los campos de internamiento

#### DIU y control de la natalidad
China realiza controles regulares de embarazo a cientos de miles de mujeres pertenecientes a minorías dentro de Sinkiang. Algunos funcionarios del PCCh han hablado sobre el «desequilibrio demográfico» en el sur de Sinkiang; Liu Yilei, subsecretario general del Comité del PCCh del Cuerpo de Producción y Construcción de Sinkiang, dijo que «la proporción de la población Han en el sur de Sinkiang es demasiado baja, menos del 15 por ciento. El problema del desequilibrio demográfico es el problema central del sur de Sinkiang».
Zenz informó que el 80% de las «nuevas» colocaciones de DIU chinos (definidas en su estudio como el total de colocaciones de DIU menos extracciones de DIU) en 2018 ocurrieron en Sinkiang, a pesar de que la región constituye solo el 1,8% de la población del país.
Zenz informó que las tasas de natalidad en los condados cuya población mayoritaria está compuesta por minorías étnicas comenzaron a caer en 2015, «el mismo año en que el gobierno comenzó a señalar el vínculo entre el crecimiento de la población y el 'extremismo religioso'».: 8  Antes de las recientes caídas en las tasas de natalidad, la población uigur había tenido una tasa de crecimiento 2,6 veces mayor que la de los Han entre 2005 y 2015.: 5  Según el análisis de Zenz de los documentos del gobierno chino, el gobierno chino había planeado esterilizar entre el 14 y el 34 por ciento de las mujeres casadas en edad fértil en dos condados predominantemente uigures en 2019, mientras busca esterilizar al 80% de las mujeres en edad fértil en cuatro prefecturas rurales en el sur de Sinkiang que están habitadas principalmente por minorías étnicas.
Según un fax proporcionado a CNN por el gobierno regional de Sinkiang, las tasas de natalidad en la región de Sinkiang cayeron un 32,68% entre 2017 y 2018. En 2019, las tasas de natalidad cayeron un 24% año tras año, una caída significativamente mayor que la disminución del 4,2% experimentada en toda la República Popular China. Según Zenz, las tasas de crecimiento de la población en las dos prefecturas uigures más grandes de Sinkiang, Kasgar y Jotán, cayeron un 84% entre 2015 y 2018.
Según Adrian Zenz, los documentos del gobierno chino exigen que las violaciones del control de la natalidad de los uigures se castiguen con internamiento extrajudicial. Los registros oficiales del condado de Karakax entre 2017 y 2019 filtrados al Financial Times mostraron que la razón más común para detener a los uigures en campos fue la violación de las políticas de planificación familiar, siendo la segunda razón más común la práctica del Islam. Un informe del gobierno de Karakax de 2018 decía que había implementado «políticas de planificación familiar extremadamente estrictas».
También en 2019, la Fundación Heritage informó que los funcionarios obligaron a las mujeres uigures a tomar drogas y líquidos desconocidos que les hicieron perder el conocimiento y, en ocasiones, provocaron que dejaran de menstruar. En 2020, una investigación de Associated Press informó que el control de la natalidad forzado en Sinkiang era «mucho más generalizado y sistemático de lo que se sabía anteriormente», y que las autoridades chinas habían forzado la inserción del DIU, la esterilización y los abortos en «cientos de miles» de uigures y otras mujeres pertenecientes a minorías. Muchas mujeres declararon que fueron obligadas a recibir implantes anticonceptivos. Se desconoce la magnitud total de la esterilización forzada en Sinkiang, en parte debido a que el gobierno chino no recopiló ni compartió datos, así como a la renuencia de las víctimas a decirlo debido al estigma. Las medidas han sido comparadas con la política anterior del hijo único en China dirigida a su población Han.
Según CNN, las autoridades regionales no ocultan la disminución de las tasas de natalidad, pero niegan que esté ocurriendo genocidio y esterilización forzada; Las autoridades de Sinkiang sostienen que la disminución de las tasas de natalidad se debe a «la implementación integral de la política de planificación familiar». La Embajada de China en los Estados Unidos dijo que la política era positiva y empoderadora para las mujeres uigures, escribiendo que, «en el proceso de erradicación del extremismo, se emanciparon las mentes de las mujeres uigures y se promovió la igualdad de género y la salud reproductiva, lo que hizo que dejen de ser máquinas de hacer bebés. Son más seguras e independientes». Twitter eliminó el tuit por violar sus políticas.

#### Cohabitación forzada, colecho, violación y aborto
A partir de 2018, más de un millón de trabajadores del gobierno chino comenzaron a vivir a la fuerza en los hogares de familias uigures para monitorear y evaluar la resistencia a la asimilación, así como para observar prácticas religiosas y culturales mal vistas.
El programa «Hazte pareja y conviértete en familia» asignó a hombres chinos Han para monitorear los hogares de los uigures y dormir en las mismas camas que las mujeres uigures. Según Radio Free Asia, estos trabajadores del gobierno chino Han fueron capacitados para llamarse a sí mismos «parientes» y participar por la fuerza en la cohabitación de los hogares uigures con el fin de promover la «unidad étnica». Radio Free Asia informa que estos hombres «duermen regularmente en las mismas camas que las esposas de los hombres detenidos en los campos de internamiento de la región». Los funcionarios chinos sostuvieron que dormir juntos es aceptable, siempre que se mantenga una distancia de un metro entre las mujeres y el «pariente» asignado al hogar uigur. Activistas uigures afirman que no existe tal restricción, citando cifras de embarazos y matrimonios forzados, y llaman al programa una campaña de «violaciones masivas disfrazadas de 'matrimonio'». Human Rights Watch ha condenado el programa como una «práctica de asimilación forzada profundamente invasiva», mientras que el Congreso Mundial Uigur afirma que representa la «aniquilación total de la seguridad y el bienestar de los miembros de la familia».
Una mujer embarazada de 37 años de la región de Sinkiang dijo que intentó renunciar a su ciudadanía china para vivir en Kazajistán, pero el gobierno chino le dijo que necesitaba regresar a China para completar el proceso. Alega que los funcionarios confiscaron los pasaportes de ella y sus dos hijos antes de obligarla a someterse a un aborto para evitar que su hermano fuera enviado a un campo de internamiento.
Un libro de Chandos Publishing escrito por Guo Rongxing afirma que el levantamiento de Barin de 1990 fue el resultado de 250 abortos forzados impuestos a mujeres locales uigures por el gobierno chino.

#### Robo de órganos
Ethan Gutmann afirma que la sustracción de órganos de presos se generalizó cuando los miembros del grupo étnico uigur fueron blanco de medidas enérgicas de seguridad y «campañas de mano dura» durante la década de 1990. Según Gutmann, la extracción de órganos de prisioneros uigures se redujo en 1999 cuando los miembros del grupo religioso Falun Gong superaron a los uigures como fuente de órganos.
En la década de 2010, resurgieron las preocupaciones sobre la extracción de órganos de los uigures. Según una determinación unánime del Tribunal de China en mayo de 2020, China ha perseguido y examinado médicamente a los uigures. Su informe expresaba preocupaciones de que los uigures eran vulnerables a la sustracción de órganos, pero aún no tenía evidencia de su ocurrencia. En noviembre de 2020, Gutmann le dijo a RFA que un antiguo hospital en Aksu, China, que se había convertido en un campo de internamiento de Sinkiang, permitiría a los funcionarios locales agilizar el proceso de extracción de órganos y proporcionar un flujo constante de órganos extraídos de uigures. En un artículo de Haaretz de diciembre de 2020, Gutmann declaró que creía que al menos 25 000 personas estaban siendo asesinadas en Sinkiang por sus órganos cada año, afirmando que se habían creado «carriles rápidos» para el movimiento de órganos en los aeropuertos locales y que los crematorios se habían construido recientemente en el provincia a fin de deshacerse más fácilmente de los cuerpos de las víctimas.
En 2020, una mujer china alegó que unos uigures fueron asesinados para proporcionar órganos halal principalmente a clientes saudíes. También alegó que en uno de esos casos en 2006, 37 clientes saudíes recibieron órganos de uigures asesinados en el Departamento de Trasplante de Hígado del Hospital Tianjin Taida. El Dr. Enver Tohti, excirujano oncológico en Sinkiang, piensa que la acusación era creíble.

#### Trabajo forzado
A lo largo de la pandemia de COVID-19, el gobierno chino ha impuesto condiciones de trabajo forzoso a los uigures.
En enero de 2020, comenzaron a aparecer videos en Douyin que mostraban a un gran número de uigures colocados en aviones, trenes y autobuses para ser transportados a programas de trabajo forzado en fábricas. En marzo de 2020, se descubrió que el gobierno chino estaba utilizando a la minoría uigur como mano de obra forzada en talleres clandestinos. Según un informe publicado por el Instituto Australiano de Política Estratégica (IAPE), no menos de unos 80 000 uigures fueron expulsados a la fuerza de Sinkiang para realizar trabajos forzados en al menos veintisiete fábricas de China. Según el Centro de Información sobre Empresas y Derechos Humanos, una organización benéfica con sede en el Reino Unido, corporaciones como Abercrombie & Fitch, Adidas, Amazon, Apple, BMW, Fila, Gap, H&M, Inditex, Marks & Spencer, Nike, North Face, Puma, PVH, Samsung y Uniqlo se abastecen de estas fábricas. Más de 570 000 uigures se ven obligados a recoger algodón a mano en Sinkiang. Según un informe archivado de la Universidad de Nankai, el sistema chino de trabajos forzados está diseñado para reducir la densidad de población uigur.
En total, para 2021, el gobierno chino había reubicado a más de 600 000 uigures en lugares de trabajo industriales como parte de sus programas de trabajos forzados.

#### Fuera de China
China ha sido acusada de coordinar esfuerzos para obligar a los uigures que viven en el extranjero a regresar a China, utilizando a familiares que aún están en China para presionar a los miembros de la diáspora para que no causen problemas. Los funcionarios chinos descartan estas acusaciones y afirman que son fabricaciones.
El sólido sistema de vigilancia de China se extiende al extranjero, con especial énfasis en el seguimiento de la diáspora uigur. Según MIT Technology Review, «la piratería informática contra los uigures por parte de China es tan agresiva que es efectivamente global y se extiende mucho más allá de las propias fronteras del país. Se dirige a periodistas, disidentes y cualquiera que suscite sospechas de lealtad insuficiente en Beijing».
En marzo de 2021, Facebook informó que piratas informáticos con sede en China habían estado realizando ciberespionaje contra miembros de la diáspora uigur.
Uigures en los Emiratos Árabes Unidos, Egipto y Arabia Saudita han sido detenidos y deportados a China, a veces separando familias. CNN informó en junio de 2021 que «los activistas de derechos temen que, incluso cuando las naciones occidentales reprendan a China por su trato a los uigures, los países en el Medio Oriente y más allá estarán cada vez más dispuestos a aceptar su represión contra los miembros del grupo étnico en casa y en el extranjero». Según Associated Press, «Dubai también tiene una historia como un lugar donde los uigures son interrogados y deportados a China».
Un informe conjunto del Proyecto de Derechos Humanos Uigures y la Sociedad Oxus para Asuntos de Asia Central encontró 1546 casos de uigures detenidos y deportados a instancias de las autoridades chinas en 28 países desde 1997 hasta marzo de 2021.

## Uso de tecnología biométrica y de vigilancia
Las autoridades chinas utilizan tecnología biométrica para rastrear a las personas. Según Yahir Imin, las autoridades chinas le extrajeron sangre, escanearon su rostro, registraron sus huellas dactilares y documentaron su voz. China recolecta material genético de millones de uigures. China utiliza la tecnología de reconocimiento facial para clasificar a las personas por etnia y utiliza el ADN para determinar si una persona es uigur. China ha sido acusada de crear «tecnologías utilizadas para cazar personas».
En 2017, la construcción relacionada con la seguridad se triplicó en Sinkiang. Charles Rollet declaró que «los proyectos incluyen no solo cámaras de seguridad sino también centros de análisis de video, sistemas de monitoreo inteligente, grandes centros de datos, puestos de control policial e incluso drones». El fabricante de drones DJI comenzó a proporcionar drones de vigilancia a la policía local en 2017. Según IAPE, el Ministerio de Seguridad Pública invirtió miles de millones de dólares en dos planes gubernamentales: el proyecto Skynet (天网工程) y el proyecto Sharp Eyes (雪亮工程). Estos dos proyectos intentaron utilizar el reconocimiento facial para «lograr decididamente que no haya puntos ciegos, lagunas, espacios en blanco» para 2020. Un informe de IAPE destacó la afirmación de Morgan Stanley de que, para 2020, 400 millones de cámaras de vigilancia debían estar en funcionamiento. Las empresas chinas, incluidas SenseTime, CloudWalk, Yitu, Megvii y Hikvision, crearon algoritmos para permitir que el gobierno chino rastreara al grupo minoritario musulmán.
En julio de 2020, el Departamento de Comercio de los Estados Unidos sancionó a 11 empresas chinas, incluidas dos subsidiarias de Grupo BGI, por violar los derechos humanos de los musulmanes uigures al explotar su ADN. Grupo BGI, junto con la empresa de inteligencia artificial y computación en la nube Grupo 42, con sede en Abu Dabi, acusada de espionaje en 2019, fueron nombrados por los departamentos de Estado y Seguridad Nacional de Estados Unidos en una advertencia de octubre de 2020 emitida a Nevada contra el uso de 200 000 kits de prueba donados por EAU bajo la asociación de G42 y Grupo BGI. Las agencias de inteligencia de Estados Unidos advirtieron a las potencias extranjeras que estaban explotando las muestras médicas de los pacientes para indagar en su historial médico, rasgos genéticos y enfermedades.

### Información biométrica
Mientras era secretario del Partido Comunista en Sinkiang, Chen Quanguo lanzó «exámenes físicos para todos», supuestamente un programa de atención médica. «Todos los residentes de Sinkiang entre las edades de 12 y 65 años» debían proporcionar muestras de ADN. También se recopilaron datos sobre «tipos de sangre, huellas dactilares, huellas de voz, patrones de iris». Los funcionarios de Tumxuk recolectaron cientos de muestras de sangre. Tumxuk fue nombrado un «gran campo de batalla para el trabajo de seguridad de Sinkiang» por los medios de comunicación estatales. En enero de 2018, se construyó allí un laboratorio forense de ADN supervisado por el Instituto de Ciencias Forenses de China. Documentos de laboratorio mostraron que utilizó software creado por Thermo Fisher Scientific, una empresa de Massachusetts. Este software se utilizó en correspondencia para crear secuenciadores genéticos, útiles para analizar el ADN. En respuesta, Thermo Fisher declaró en febrero que dejaría de vender a la región de Sinkiang como resultado de «evaluaciones específicas de los hechos».

### Rastreo GPS de autos
Los funcionarios de seguridad ordenaron a los residentes de la región noroeste de China que instalen dispositivos de rastreo GPS en sus vehículos, lo que permite a las autoridades rastrear sus movimientos. Las autoridades dijeron que «es necesario contrarrestar las actividades de los extremistas y separatistas islamistas». Un anuncio de los funcionarios de la prefectura autónoma mongola de Bayingolin proclamó que «existe una grave amenaza del terrorismo internacional, y los automóviles se han utilizado como un medio de transporte clave para los terroristas, además de servir constantemente como armas. Por lo tanto, es necesario monitorear y rastrear todos los vehículos en la prefectura».

## Reacciones internacionales

### Reacciones de organizaciones supranacionales

#### Naciones Unidas

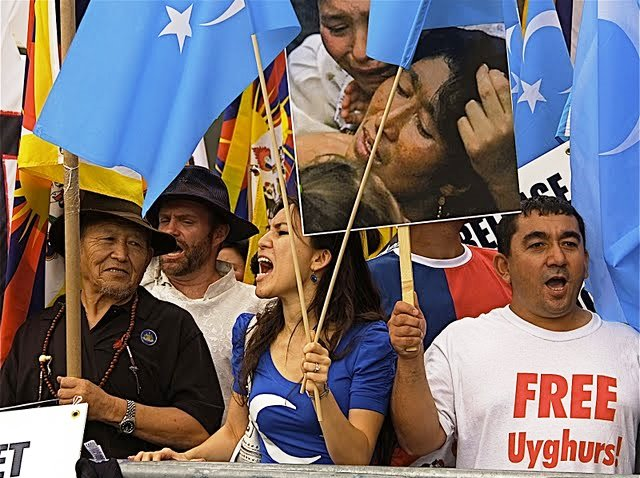
Manifestantes en las Naciones Unidas con la bandera del Turquestán Oriental.

En julio de 2019, 22 países emitieron una carta conjunta a la 41.ªsesión del Consejo de Derechos Humanos de las Naciones Unidas (CDHNU), condenando la detención masiva de uigures y otras minorías por parte de China, instando a China a «abstenerse de la detención arbitraria y restricciones a la libertad de movimiento de los uigures y otras comunidades musulmanas y minoritarias en Sinkiang». En la misma sesión, 50 países emitieron una carta conjunta apoyando las políticas en Sinkiang de China, criticando la práctica de «politizar las cuestiones de derechos humanos». La carta decía: «China ha invitado a varios diplomáticos, funcionarios de organizaciones internacionales y periodistas a Sinkiang» y que «lo que vieron y escucharon en Sinkiang contradice completamente lo que se informa en los medios».
En octubre de 2019, 23 países emitieron una declaración conjunta ante la ONU instando a China a «mantener sus obligaciones y compromisos nacionales e internacionales de respetar los derechos humanos». En respuesta, 54 países (incluida la propia China) emitieron una declaración conjunta en apoyo de las políticas en Sinkiang de China. La declaración «habla positivamente de los resultados de las medidas antiterroristas y de desradicalización en Sinkiang y señala que estas medidas han salvaguardado efectivamente los derechos humanos básicos de las personas de todos los grupos étnicos».
En febrero de 2020, la ONU exigió el acceso sin obstrucciones antes de una visita de investigación propuesta a la región.
En octubre de 2020, más países en la ONU se unieron a la condena de China por los abusos a los derechos humanos en Sinkiang con el embajador alemán Christoph Heusgen hablando en nombre del grupo. El número total de países que condenaron a China aumentó a 39, mientras que el número total de países que defendieron a China disminuyó a 45. 16 países que defendieron a China en 2019 no lo volvieron a hacer en 2020.
El Alto Comisionado de las Naciones Unidas para los Derechos Humanos (ACNUDH) comenzó a discutir la posibilidad de una visita a Sinkiang con China para examinar «el impacto de sus políticas en los derechos humanos» en septiembre de 2020. Desde entonces, la oficina del ACNUDH ha estado negociando los términos de acceso a China, pero el Alto Comisionado no ha visitado el país. En un discurso de febrero de 2021 ante el CDHNU, el ministro de Relaciones Exteriores de China afirmó que Sinkiang está «siempre abierta» y que el país «da la bienvenida al Alto Comisionado para los Derechos Humanos a visitar Sinkiang». En una reunión de marzo de 2021 del CDHNU, el embajador de Estados Unidos condenó los abusos de derechos humanos de China en Sinkiang como «crímenes de lesa humanidad y genocidio».
China ha rechazado múltiples solicitudes del ACNUDH de la ONU para investigar la región. En enero de 2022, fuentes no identificadas le dijeron al South China Morning Post que la jefa de derechos de la ONU, Michelle Bachelet, había asegurado una visita a Sinkiang, que no debía enmarcarse como una investigación, en algún momento durante la primera mitad del año, siempre que su oficina no accediera a la solicitud de Estados Unidos de publicar su informe de Sinkiang antes de los Juegos Olímpicos de Invierno de Pekín. La visita se produjo en mayo de 2022. En una declaración emitida por la ONU, Bachelet dijo que expresó su preocupación en Sinkiang sobre la amplia aplicación de medidas antiterroristas y de desradicalización (incluidos sus impactos en los uigures y otras minorías musulmanas) y alentó al gobierno a revisar tales políticas para garantizar que cumplan plenamente con los estándares internacionales de derechos humanos. Bachelet afirmó que, si bien no pudo investigar la escala completa de los centros de educación y capacitación vocacional (CECV), planteó al gobierno chino su preocupación por la falta de supervisión judicial independiente del programa y dijo que el gobierno garantizó que el sistema de CECV había sido desmantelado. Los defensores de los derechos estadounidenses criticaron la visita de Bachelet como una victoria propagandística de Pekín.
El 31 de agosto de 2022, Bachelet publicó un informe sobre el trato de China a los musulmanes uigures y otros grupos minoritarios musulmanes en Sinkiang, la Evaluación de la OACNUDH sobre preocupaciones de derechos humanos en la Región Autónoma Uigur de Sinkiang, República Popular China. El informe encontró que el trato de China a estos grupos puede equivaler a crímenes de lesa humanidad. El informe concluye que «se han cometido graves violaciones de los derechos humanos» en la provincia, que el informe atribuye a la «aplicación de estrategias contra el terrorismo y el extremismo» de China contra los musulmanes uigures y otros grupos minoritarios musulmanes. El informe también dijo que «las denuncias de patrones de tortura o malos tratos, incluido el tratamiento médico forzado y las condiciones adversas de detención, son creíbles, al igual que las denuncias de incidentes individuales de violencia sexual y de género». China se opuso a la publicación del informe y afirmó que se basa en «desinformación y mentiras». China también afirmó que «todos los grupos étnicos, incluidos los uigures, son miembros iguales de la nación china. Sinkiang ha tomado medidas para luchar contra el terrorismo y el extremismo de conformidad con la ley, frenando de manera efectiva los frecuentes casos de actividades terroristas». El 6 de octubre de 2022, ACNUR votó en contra de una propuesta para debatir los presuntos abusos contra los derechos humanos en Sinkiang.
En su sesión número 108 en noviembre de 2022, el Comité para la Eliminación de la Discriminación Racial (CEDR) de la ONU adoptó una decisión bajo su procedimiento de alerta temprana y acción urgente, instando al gobierno chino a liberar a todas las personas detenidas arbitrariamente en Sinkiang, para proporcionar a los familiares de los detenidos o personas desaparecidas información detallada sobre su estado y bienestar, y que cese toda intimidación y represalia contra los uigures y otras comunidades de minorías étnicas musulmanas de China, así como contra quienes se pronuncien en su defensa.

#### Unión Europea
En 2019, el Parlamento Europeo otorgó su Premio Sájarov a la Libertad y el Pensamiento a Ilham Tohti, una intelectual y activista uigur que había sido sentenciado a cadena perpetua por cargos relacionados con el separatismo uigur. A partir de marzo de 2021, China prohibió a los diplomáticos de la Unión Europea visitar a Tohti. La Unión Europea ha pedido a China que libere a Tohti de su detención en prisión.
En marzo de 2021, los ministros de exteriores de la Unión Europea acordaron sanciones, incluidas prohibiciones de viaje y congelamiento de activos, contra cuatro funcionarios chinos y una entidad china por abusos contra los derechos humanos de los uigures. Entre los sancionados por la UE estaba Zhu Hailun, quien fue descrito como el arquitecto del programa de adoctrinamiento. En el mismo mes, las negociaciones para que un grupo de diplomáticos de países de la Unión Europea visitaran Sinkiang se estancaron debido a que el gobierno chino rechazó su solicitud de visitar a Ilham Tohti.
El 9 de junio de 2022, el Parlamento Europeo adoptó una moción condenando las medidas tomadas contra la comunidad uigur en la República Popular China, afirmando que «la evidencia creíble sobre las medidas de prevención de nacimientos y la separación de los niños uigures de sus familias equivalen a crímenes contra la humanidad y representan un grave riesgo de genocidio» y pide a las autoridades «que cesen todos los programas gubernamentales de trabajo forzado y esterilización forzada masiva y que pongan fin de inmediato a cualquier medida destinada a prevenir los nacimientos en la población uigur, incluidos los abortos forzados o las sanciones por violaciones del control de la natalidad».

### Reacciones por país

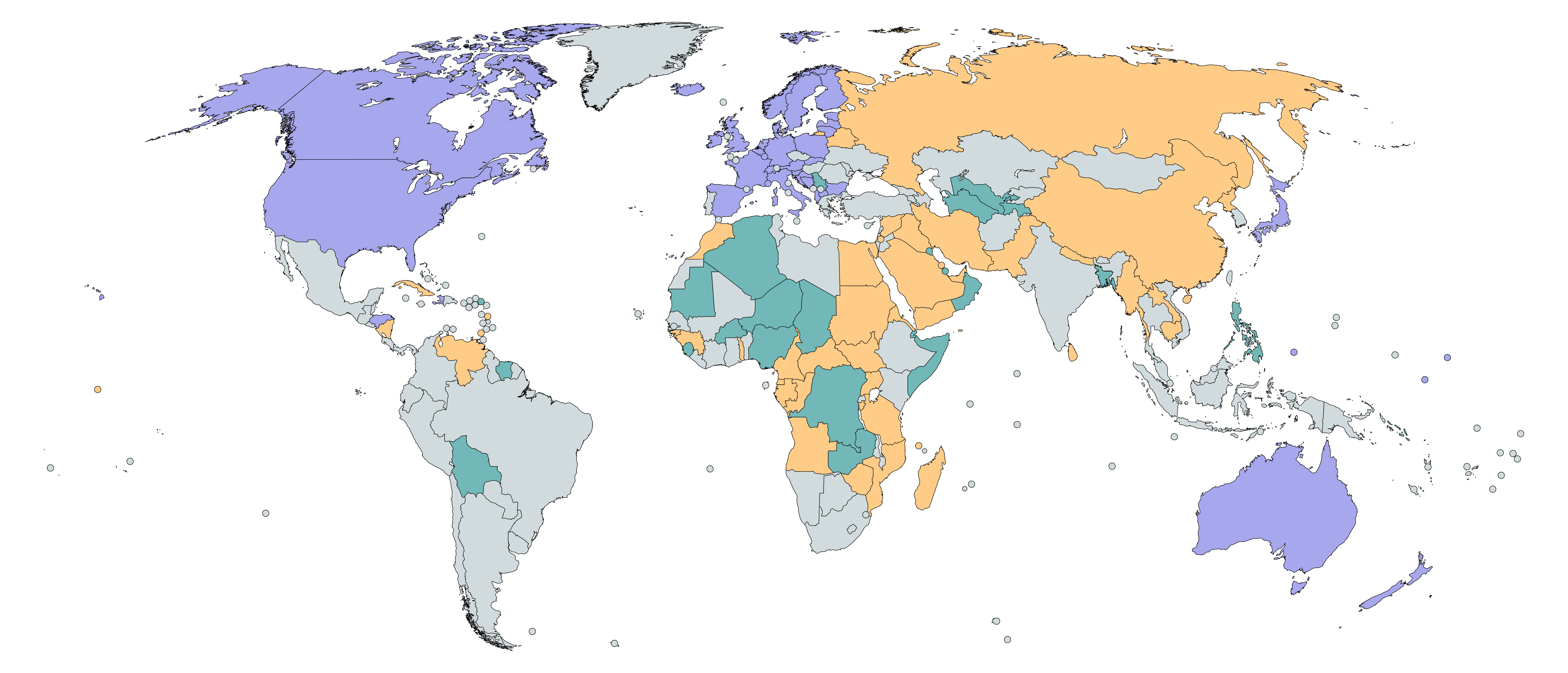
Gobiernos en apoyo de las políticas chinas en Sinkiang.
Gobiernos en oposición a las políticas chinas en Sinkiang.
Gobiernos que han firmado anteriormente cartas en apoyo de las políticas chinas y desde entonces han retirado su apoyo.
Gobiernos que no han expresado su apoyo u oposición a las políticas chinas en Sinkiang.

#### África
Varios países africanos, incluidos Argelia, la República Democrática del Congo, Egipto, Nigeria y Somalia, firmaron una carta de julio de 2019 que elogiaba públicamente el historial de derechos humanos de China y desestimaba los abusos denunciados en Sinkiang. Otros países africanos, incluidos Angola, Burundi, Camerún, la República Centroafricana, Madagascar, Marruecos, Mozambique y Sudán, firmaron una carta de octubre de 2019 en la que expresaron públicamente su apoyo al trato de China hacia los uigures.

#### América

##### Canadá
En julio de 2020, The Globe and Mail informó que activistas de derechos humanos, incluido el político retirado Irwin Cotler, estaban instando al Parlamento de Canadá a reconocer los abusos contra los uigures en China como genocidio e imponer sanciones a los funcionarios responsables.
El 21 de octubre de 2020, el Subcomité de Derechos Humanos Internacionales (SDHI) del Comité Permanente de Asuntos Exteriores y Desarrollo Internacional de la Cámara de los Comunes de Canadá condenó la persecución de los uigures y otros musulmanes túrquicos en Sinkiang por parte del gobierno de China y concluyó que las acciones del Partido Comunista de China equivalen al genocidio de los uigures según la Convención de Genocidio.
El 22 de febrero de 2021, la Cámara de los Comunes de Canadá votó 266 a 0 para aprobar una moción que reconoce formalmente que China cometió genocidio contra sus minorías musulmanas. El primer ministro Justin Trudeau y su gabinete no votaron. El embajador de China en Canadá respondió a la moción calificando las acusaciones de genocidio y trabajo forzado como la «mentira del siglo». En junio de 2021, el Senado de Canadá votó 29 a 33 en contra de una moción para reconocer el trato de los uigures como genocidio y solicitar que los Juegos Olímpicos de Invierno de 2022 se trasladasen fuera de China si continuaba ese trato.
El 11 de abril de 2021, Canadá emitió un aviso de viaje que indicaba que las personas con «lazos familiares o étnicos» podrían estar «en riesgo de detención arbitraria» por parte de las autoridades chinas cuando viajaban a la región de Sinkiang. Radio Canadá Internacional informó que el anuncio describía que China había «detenido cada vez más a minorías étnicas y musulmanas en la región sin el debido proceso».
En 2023, la Cámara de los Comunes votó por unanimidad a favor de una moción no vinculante para aceptar a 10 000 refugiados uigures que huían de la persecución en China en el transcurso de dos años.

##### Estados Unidos
El jefe de antiterrorismo de la ONU, Vladímir Voronkov, visitó Sinkiang en junio de 2019. La visita provocó la molestia del Departamento de Estado de los Estados Unidos. Estados Unidos calificó la visita de «altamente coreografiada» y la acusó de haber «propagado narrativas falsas».
En 2020, el Congreso de los Estados Unidos aprobó la Ley de política de derechos humanos de los uigures en reacción a los campos de internamiento. Los legisladores también propusieron la Ley de prevención del trabajo forzoso de los uigures, que parte de la suposición de que todos los productos de Sinkiang se fabrican con trabajo forzoso y, por lo tanto, están prohibidos. En septiembre de 2020, el Departamento de Seguridad Nacional de los Estados Unidos bloqueó las importaciones de productos de cinco entidades en Sinkiang para combatir el uso de trabajo forzoso, al tiempo que archivó las prohibiciones propuestas más amplias. Un alto diplomático estadounidense instó a otros países a sumarse a las denuncias de Estados Unidos contra las políticas del gobierno chino en Sinkiang. Los senadores Cornyn, Merkley, Cardin y Rubio firmaron una carta para solicitar a Mike Pompeo, el Secretario de Estado de los Estados Unidos, que emitiera una determinación de genocidio. El National Review dijo que «las determinaciones de genocidio del gobierno de los Estados Unidos son algo increíblemente complicado. Requieren evidencia sólida para cumplir con los criterios establecidos en la Convención de Genocidio de 1948». Cuando se emiten determinaciones no hay mucho cambio o un efecto que traerán en el corto plazo. Aunque, «existe un caso fuerte y bien documentado para una determinación en este caso».
El 19 de enero de 2021, Pompeo anunció que el Departamento de Estado de los Estados Unidos había determinado que China había perpetrado «genocidio y crímenes de lesa humanidad» contra los uigures, y Pompeo declaró: «la República Popular China, bajo la dirección y el control del Partido Comunista Chino, ha cometido genocidio y crímenes de lesa humanidad contra los uigures predominantemente musulmanes y otros grupos étnicos y religiosos minoritarios, incluidos los kazajos étnicos y los kirguisos ... en los gritos de angustia de Sinkiang, Estados Unidos escucha el ecos de la Alemania nazi, Ruanda, Bosnia y Darfur». El anuncio se hizo el último día completo de la presidencia de Donald Trump.
Al final de la presidencia de Trump, la administración entrante de Biden ya había declarado desde la campaña presidencial de Joe Biden de 2020 que se debería tomar tal determinación y que Estados Unidos continuaría reconociendo la actividad en Sinkiang como un genocidio. El 16 de febrero de 2021, el presidente de los Estados Unidos, Joe Biden, comentó en una entrevista pública en CNN en Wisconsin que la justificación de Xi Jinping para sustentar sus políticas, la idea de que «debe haber una China unida y estrictamente controlada», se deriva del hecho de que «culturalmente, existen diferentes normas que se espera que cada país y sus líderes sigan». También prometió en la misma entrevista que «habrá repercusiones para China» por sus violaciones de derechos humanos. Algunas fuentes interpretaron las declaraciones de Biden como una excusa de la política china hacia los uigures por motivos de relativismo cultural, mientras que una opinión opuesta la consideró una tergiversación.
En julio de 2021, mientras hablaba en la sucursal de Singapur del Instituto Internacional de Estudios Estratégicos, el secretario de Defensa estadounidense, Lloyd Austin, comentó sobre el «genocidio y los crímenes de lesa humanidad contra los musulmanes uigures en Sinkiang».
En marzo de 2023, el Comité Selecto de la Cámara de Representantes sobre el Partido Comunista Chino celebró audiencias sobre lo que Washington considera un genocidio en curso contra los uigures y otras minorías étnicas en la región china de Sinkiang.

#### Oriente Medio
Muchos países de Oriente Medio firmaron un documento de la ONU defendiendo el historial de derechos humanos de China. Irak e Irán también han firmado el documento mientras que Arabia Saudita y Egipto han sido acusados de deportar uigures a China. Arabia Saudita apoya el enfoque de China en Sinkiang, y en una visita a China en 2019, el príncipe heredero Mohamed bin Salmán declaró: «China tiene derecho a llevar a cabo trabajos antiterroristas y de desextremización para su seguridad nacional». Emiratos Árabes Unidos ha defendido formalmente los antecedentes de derechos humanos de China. Estos países han apreciado el respeto de China por el principio de no injerencia en los asuntos de otros países y, por lo tanto, han dado importancia a sus relaciones económicas y políticas.

##### Catar
Catar apoyó las políticas de China en Sinkiang hasta el 21 de agosto de 2019; Catar fue el primer país de Oriente Medio en retirar su defensa de los campos de internamiento de Sinkiang.

##### Israel
En 2021, Israel votó para condenar las acciones de China en el CDHNU; considerada una ruptura repentina en las relaciones entre China e Israel.

#### Estados postsoviéticos
Rusia, Bielorrusia, Turkmenistán y Tayikistán han expresado su apoyo a las políticas de China en Sinkiang. Rusia firmó ambas declaraciones en la ONU (en julio y octubre de 2019) que apoyaban las políticas en Sinkiang de China. NPR informó que Kazajistán y «sus vecinos en la región mayoritariamente musulmana de Asia Central que se han beneficiado de la inversión china no están hablando por los musulmanes dentro de los campos de internamiento en China».

#### Sur de Asia
Nepal, Pakistán y Sri Lanka han firmado un documento de la ONU que respalda las políticas de China en Sinkiang.

##### Pakistán
En julio de 2021, el primer ministro Imran Khan dijo en una entrevista que cree en «la versión china» de los hechos relacionados con los abusos en Sinkiang y argumentó que se estaba prestando una atención indebida a Sinkiang en contraste con las violaciones de derechos humanos en otras regiones del mundo como en Cachemira.

#### Sudeste asiático
Camboya, Laos, Birmania y Filipinas han emitido declaraciones de apoyo a las políticas de China. Según The Moscow Times, Tailandia, Malasia y Camboya han deportado a personas uigures a pedido de China. En 2020, el ministro de Malasia, Mohd Redzuan Md Yusof, dijo que Malasia no consideraría las solicitudes de Pekín para extraditar a los uigures si sintieran que su seguridad estuviera en riesgo.

#### Turquía
En febrero de 2019, el portavoz del Ministerio de Relaciones Exteriores de Turquía emitió un comunicado en el que calificó la represión de China de su minoría uigur como una «gran vergüenza para la humanidad». En respuesta a una pregunta sobre la muerte informada del músico uigur Abdurehim Heyit dentro de los campos de internamiento de Sinkiang, el portavoz afirmó que «más de un millón de túrquicos uigures que tienen arrestos arbitrarios están sujetos a tortura y lavado de cerebro político en campos de internamiento y prisiones». En julio de 2019, periodistas turcos de Milliyet y Aydınlık entrevistaron a Heyit en Urumqi, quien negó haber sido torturado.
En febrero de 2021, las autoridades arrestaron a manifestantes uigures en Ankara tras una denuncia de la embajada de China en Turquía. En marzo de 2021, el parlamento turco rechazó una moción para calificar de genocidio el trato del gobierno chino a los uigures.
El 13 de julio de 2021, el presidente Erdoğan le dijo al presidente chino, Xi Jinping, en una llamada telefónica que era importante para Turquía que «los túrquicos uigures vivieran en paz y prosperidad como ciudadanos iguales de China», pero que Turquía respetara la integridad territorial y la soberanía de China.
En 2022, Turquía emitió una declaración conjunta con 49 Estados miembros de la ONU condenando la persecución del gobierno chino contra los uigures y otros musulmanes túrquicos en Sinkiang.

### Europa

#### Bélgica
En mayo de 2021, el testimonio sobre la situación en Sinkiang ante el comité de asuntos exteriores de la cámara de representantes belga tuvo que posponerse después de un ataque DDOS masivo en el dominio .be. En junio de 2021, el comité de relaciones exteriores del parlamento belga aprobó una moción condenando los abusos como crímenes contra la humanidad y afirmando que había un «riesgo grave de genocidio» en Sinkiang.

#### República Checa
En junio de 2021, el Senado checo aprobó por unanimidad una moción que condenaba los abusos contra los uigures como genocidio y crímenes contra la humanidad.

#### Francia
En diciembre de 2020, Francia dijo que se opondría al Acuerdo Integral de Inversiones propuesto entre China y la Unión Europea por el uso de trabajo forzoso de los uigures. En febrero de 2021, el ministro de Relaciones Exteriores de Francia, Jean-Yves Le Drian denunció la «represión institucionalizada» contra los uigures en el CDHNU. El parlamento francés en enero de 2022 denunció un «genocidio» por parte de China contra su población musulmana uigur en una resolución.

#### Finlandia
En marzo de 2021, la primera ministra de Finlandia, Sanna Marin, tuiteó una condena de la situación de los derechos humanos en Sinkiang.

#### Lituania
En mayo de 2021, el parlamento lituano aprobó una resolución que reconoce que los abusos de los derechos humanos del gobierno chino contra los uigures constituyen genocidio.

#### Países Bajos

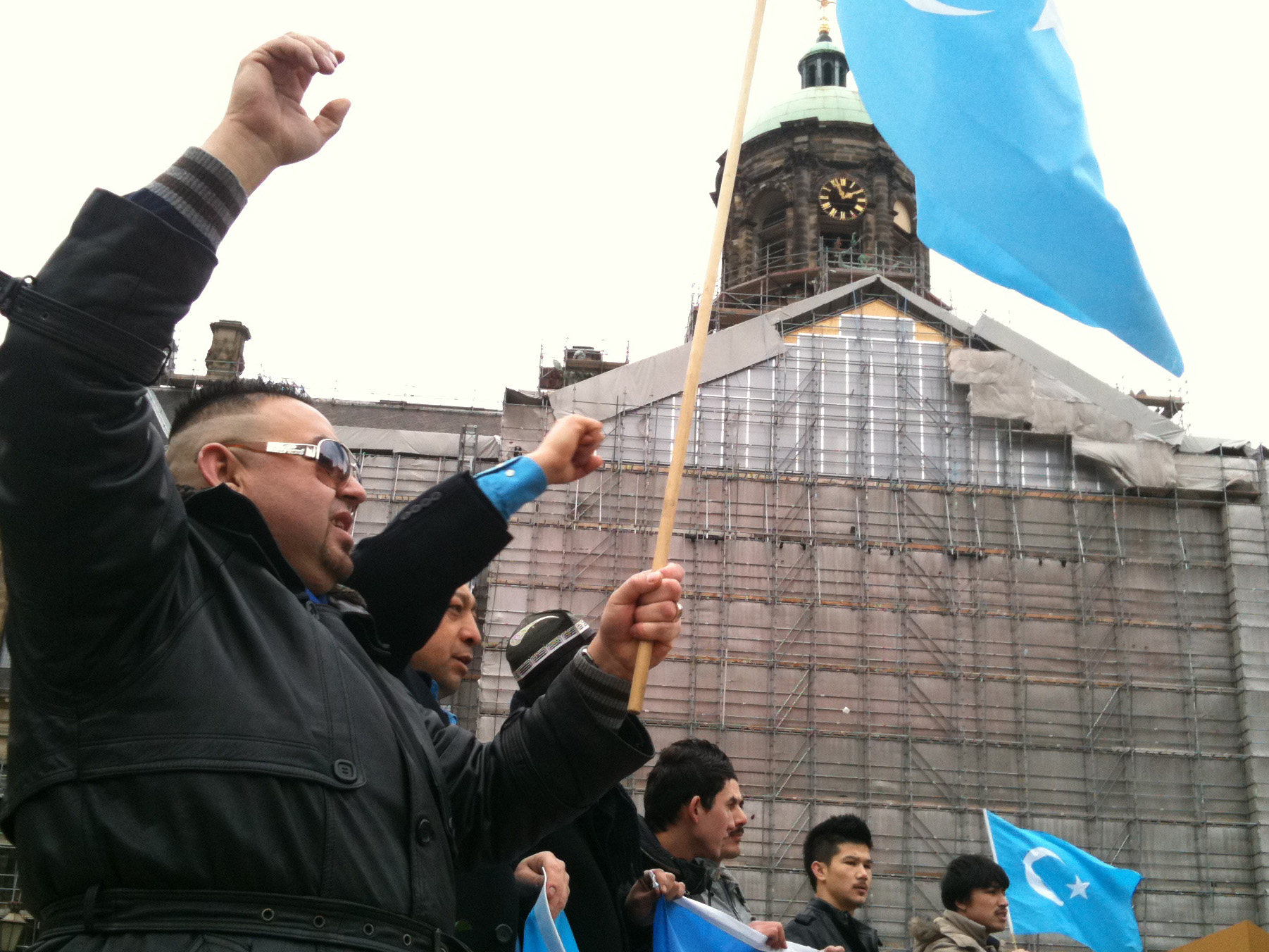
Protesta pro-uigur en Ámsterdam, Países Bajos, el 5 de febrero de 2011.

El 25 de febrero de 2021, el parlamento de Países Bajos aprobó una resolución no vinculante que declara las acciones del gobierno chino contra los uigures como genocidio.

#### Ucrania
Ucrania había firmado originalmente una declaración del 22 de junio de 2021 ante el CDHNU que pedía que se proporcionara acceso inmediato a observadores independientes a Sinkiang, pero retiró su firma dos días después. Los legisladores ucranianos declararon más tarde que China había forzado el giro de la política al amenazar con limitar el comercio y bloquear un envío programado de al menos 500 000 dosis de vacunas contra el COVID-19.

#### Reino Unido
El 10 de octubre de 2020, la viceministra de Relaciones Exteriores de Reino Unido, Lisa Nandy, sugirió que Reino Unido debe oponerse a darle a China un asiento en el CDHNU en protesta por su abuso contra los musulmanes uigures. Agregó que se debe permitir que la ONU realice una investigación sobre posibles crímenes contra la humanidad en Sinkiang.
En septiembre de 2020, más de 120 parlamentarios y pares, incluidos los conservadores de alto rango y el líder liberal demócrata Sir Ed Davey, firmaron una carta en la que acusaban a China de un «programa sistemático y calculado de limpieza étnica» contra la minoría uigur del país y comparaban a China con la Alemania nazi.
En enero de 2021, el parlamento británico rechazó una resolución que habría prohibido al Reino Unido comerciar con países involucrados en genocidios. El primer ministro Boris Johnson se opuso a la resolución.
En enero de 2021, el ministro de Relaciones Exteriores, Dominic Raab, hizo una declaración sobre las violaciones de los derechos humanos de los uigures por parte de China, acusando a China de «vigilancia extensa e invasiva dirigida a las minorías, restricciones sistemáticas a la cultura, la educación y la práctica del Islam uigures, y el uso generalizado de prácticas de trabajo forzado».
En enero de 2021, The Guardian informó que el gobierno del Reino Unido «evitó un esfuerzo de todos los partidos para dar a los tribunales la oportunidad de designar a China como culpable de genocidio el día en que Blinken dijo que China tenía la intención de cometer un genocidio en la provincia de Sinkiang».
En marzo de 2021, el Reino Unido y la UE sancionaron a cuatro funcionarios chinos, incluidos Zhu Hailun y Wang Junzheng, por su participación en la violación de los derechos humanos de los musulmanes uigures en Sinkiang. En respuesta, China impuso sanciones a nueve ciudadanos del Reino Unido por difundir «mentiras y desinformación» sobre abusos contra los derechos humanos en Sinkiang.
El 22 de abril de 2021, la Cámara de los Comunes aprobó por unanimidad una moción parlamentaria no vinculante que declaraba los abusos de los derechos humanos de China en Sinkiang como genocidio.

### Oceanía

#### Australia
En septiembre de 2019, la ministra de Relaciones Exteriores de Australia, Marise Payne, declaró: «Previamente expresé las preocupaciones de Australia sobre los informes de detenciones masivas de uigures y otros pueblos musulmanes en Sinkiang. Hemos pedido constantemente a China que cese la detención arbitraria de uigures y otros grupos musulmanes. Hemos planteado estas preocupaciones, y continuaremos planteándolas, tanto bilateralmente como en reuniones internacionales relevantes». En marzo de 2021, el gobierno federal bloqueó una moción de Rex Patrick para reconocer el trato de China a los uigures como un genocidio.

#### Nueva Zelanda
En 2018, la primera ministra de Nueva Zelanda, Jacinda Ardern, planteó el tema de Sinkiang mientras visitaba al secretario del Partido Comunista de Cantón, Li Xi. Ardern también planteó tales preocupaciones durante la revisión periódica de China en la ONU en noviembre de 2018, a la reacción inmediata de China.
Ardern habló sobre Sinkiang en privado con Xi Jinping durante una visita a Pekín en 2019 después del tiroteo en la mezquita de Christchurch. The New York Times acusó a Nueva Zelanda de «andar de puntillas» con el tema por motivos económicos, ya que el país exporta muchos productos a China, como leche, carne y vino.
El 5 de mayo de 2021, el Parlamento de Nueva Zelanda adoptó una moción que declaraba que se estaban produciendo «graves abusos de los derechos humanos» contra el pueblo uigur en Sinkiang. Una versión anterior de la moción propuesta por el opositor Partido ACT había acusado al gobierno chino de cometer genocidio contra los uigures. El gobernante Partido Laborista se había opuesto a incluir la palabra «genocidio» en la moción, lo que llevó a una versión enmendada que criticaba los «graves abusos de los derechos humanos».

### Otras reacciones

#### Organizaciones no gubernamentales e instituciones de investigación
En enero de 2020, el presidente Ghulam Osman Yaghma del Gobierno en el Exilio del Turquestán Oriental escribió que «el mundo está presenciando en silencio otro Holocausto en forma de un genocidio en el Turquestán Oriental ... como presidente del Gobierno en el Exilio del Turquestán Oriental, en nombre del Turquestán Oriental y su pueblo, nuevamente hacemos un llamado a la comunidad internacional, incluidos los gobiernos del mundo, para que reconozcan el brutal Holocausto de China, así como la opresión del pueblo del Turquestán Oriental, como un genocidio».
La Asociación Estadounidense Uigur expresó previamente su preocupación por la deportación de 20 refugiados uigures de Camboya a China en 2009, y ha dicho que el enfoque militar de Pekín hacia el terrorismo en Sinkiang es terrorismo de Estado. El Museo Conmemorativo del Holocausto de los Estados Unidos ha emitido declaraciones que describen las condiciones en Sinkiang como crímenes de lesa humanidad. Según el Museo Conmemorativo del Holocausto de los Estados Unidos, «la campaña del gobierno chino contra los uigures en Sinkiang es multifacética y sistemática. Se caracteriza por detenciones masivas, trabajos forzados y leyes discriminatorias, y está respaldada por formas de vigilancia de alta tecnología».
Hasta julio de 2020, Amnistía Internacional no se había pronunciado sobre si el trato del gobierno chino a los uigures constituía un genocidio. En junio de 2021, Amnistía publicó un informe que decía que el trato de China a los uigures constituía crímenes de lesa humanidad. Genocide Watch «considera las esterilizaciones forzadas y el traslado forzoso de niños uigures y otras minorías túrquicas en Sinkiang como actos de genocidio» y posteriormente emitió una Alerta de Emergencia de Genocidio en noviembre de 2020.
En septiembre de 2020, casi dos docenas de grupos activistas, incluidos el Proyecto Uigur de Derechos Humanos, Genocide Watch y el Centro Europeo para la Responsabilidad de Proteger, firmaron una carta abierta instando al CDHNU a investigar si se estaban cometiendo crímenes de lesa humanidad o genocidio en Sinkiang.
En marzo de 2021, el Instituto Newlines de Estrategia y Política, un grupo de expertos de la Universidad Fairfax de América, publicó un informe en el que se afirma que la «República Popular China tiene la responsabilidad del Estado por cometer genocidio contra los uigures en violación de la Convención de 1948 sobre la Prevención y Sanción del Delito de Genocidio». Según el informe, la determinación de la «intención de destruir a los uigures como grupo se deriva de una prueba objetiva, que consiste en una política y práctica estatal integral, que el presidente Xi Jinping, la máxima autoridad en China, puso en marcha». El análisis legal del Instituto Newlines concluye que la República Popular China es responsable por las violaciones de cada una de las disposiciones del artículo II de la Convención contra el Genocidio.
Human Rights Watch siguió en abril de 2021 con un informe que describía «que el gobierno chino ha cometido, y sigue cometiendo, crímenes de lesa humanidad contra la población musulmana túrquica». El informe afirmaba que Human Rights Watch «no había documentado la existencia de la intención genocida necesaria en el momento», pero que «nada en este informe impide tal conclusión y, si surgieran tales pruebas, los actos que se están cometiendo contra los musulmanes túrquicos en Sinkiang (un grupo protegido por la Convención de Genocidio de 1948) también podrían respaldar un hallazgo de genocidio». El informe elaborado en colaboración con el Centro de Resolución de Conflictos y Derechos Humanos de Stanford también establece recomendaciones para los gobiernos interesados y la ONU.

#### Tribunal uigur
El Tribunal uigur, un «tribunal popular» con sede en el Reino Unido, comenzó a celebrar audiencias en junio de 2021 para examinar pruebas a fin de evaluar si los abusos de China contra los uigures constituían genocidio en virtud de la Convención sobre Genocidio. El tribunal estuvo presidido por Geoffrey Nice, el fiscal principal en el juicio de Slobodan Milošević, quien anunció la creación del tribunal en septiembre de 2020.
El 9 de diciembre de 2021, el tribunal concluyó que China ha cometido genocidio contra los uigures a través de medidas de esterilización y control de la natalidad. El tribunal también encontró pruebas de crímenes de lesa humanidad, tortura y abuso sexual. La determinación final del tribunal no obliga legalmente a ningún gobierno a tomar medidas.

#### Corporaciones multinacionales

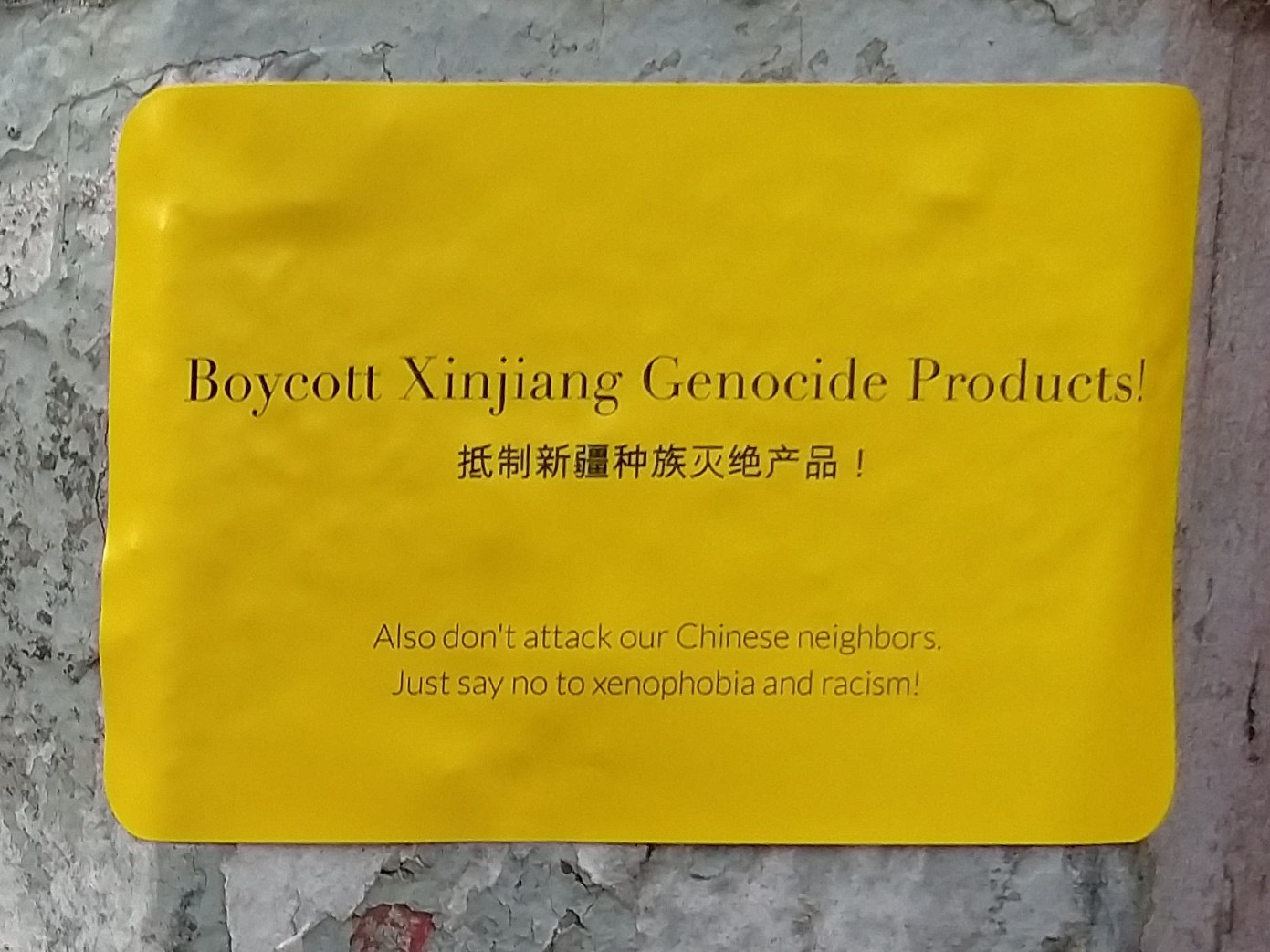
Anuncio de boicot de Sinkiang en el campus de la Universidad de Nueva York. «¡Boicotea los productos del genocidio de Sinkiang! 抵制新疆种族灭绝产品！Tampoco ataques a nuestros vecinos chinos. ¡Simplemente di no a la xenofobia y al racismo!».

En reacción a la Ley de Prevención del Trabajo Forzoso Uigur propuesta en 2020 para imponer sanciones a «cualquier persona extranjera que 'participe a sabiendas'» y exigir a las empresas que revelen sus tratos con Sinkiang, el presidente de la Asociación Estadounidense de Ropa y Calzado dijo que las prohibiciones generales de importación de algodón u otros productos de Sinkiang de dicha legislación «causarían estragos» en las cadenas de suministro legítimas en la industria de la confección porque las exportaciones de algodón de Sinkiang a menudo se entremezclan con algodón de otros países y no hay tecnología de rastreo de origen disponible para las fibras de algodón. El 22 de septiembre de 2020, la Cámara de Comercio de Estados Unidos emitió una carta en la que afirmaba que la ley «resultaría ineficaz y podría obstaculizar los esfuerzos para prevenir abusos contra los derechos humanos». Las principales empresas con vínculos en la cadena de suministro con Sinkiang, incluida Apple Inc., Nike, Inc. y The Coca-Cola Company han presionado al Congreso para debilitar la legislación y modificar sus disposiciones.
En febrero de 2021, 12 empresas japonesas establecieron una política para poner fin a los acuerdos comerciales con algunas de las empresas chinas involucradas o que se benefician del trabajo forzoso de los uigures en Sinkiang.
Tanto Nike como Adidas han criticado los abusos contra los derechos humanos en Sinkiang y se han comprometido a no hacer negocios en la región; sus ventas en China disminuyeron posteriormente. Después de que un informe de diciembre de 2022 indicara que casi todos los fabricantes de automóviles del mundo tenían vínculos con el trabajo forzoso uigur, United Auto Workers pidió a todos los fabricantes de automóviles que cortaran cualquier vínculo de la cadena de suministro con Sinkiang.

#### Grupos religiosos
En julio de 2020, Marie van der Zyl, presidenta de la Junta de diputados de los judíos británicos, señaló las similitudes entre la detención masiva de musulmanes uigures y los campos de concentración en el Holocausto. En el Día Internacional de Conmemoración del Holocausto en enero de 2021, van der Zyl instó al gobierno chino a dejar de cometer atrocidades.
En diciembre de 2020, el Gran Rabino de las Congregaciones Hebreas Unidas de la Commonwealth, Ephraim Mirvis, publicó un artículo de opinión en The Guardian con motivo de la Janucá en el que condenaba la persecución contra los uigures y pedía una acción internacional para abordar la «insondable masa de atrocidades» que tienen lugar en China. El Gran Rabino generalmente se abstiene de hacer comentarios sobre temas políticos no judíos. Mirvis es parte de un movimiento de protesta judío más amplio que ha surgido en oposición a los abusos de los derechos humanos en Sinkiang, estos disidentes están motivados en gran medida por los recuerdos del Holocausto y el deseo de evitar que se repita. Además de los judíos británicos liberales que han estado involucrados durante mucho tiempo en cuestiones internacionales de derechos humanos, la difícil situación de los uigures también atrae un gran interés y apoyo de la comunidad ortodoxa británica. Según el rabino ortodoxo Herschel Gluck, «esto es algo que la comunidad siente muy profundamente. Sienten que si 'Nunca más' es un término que debe usarse, esta es sin duda una de las situaciones en las que se aplica».
En diciembre de 2020, una coalición de grupos musulmanes estadounidenses criticó a la Organización para la Cooperación Islámica por no hablar para evitar el abuso de los uigures y acusó a los Estados miembros de estar «intimidados por el poder de China». Los grupos incluían el Consejo de Relaciones Estadounidenses-Islámicas.
En agosto de 2020, un grupo de 70 líderes religiosos británicos, incluidos imanes, rabinos, obispos, cardenales y un arzobispo, declararon públicamente que los uigures enfrentaron «una de las tragedias humanas más atroces desde el Holocausto» y pidieron que los responsables rindieran cuentas. El grupo incluía al representante del Dalái lama en Europa y Rowan Williams, ex arzobispo de Canterbury.
En marzo de 2021, un grupo de dieciséis rabinos y un cantor de todo el espectro religioso judío de California enviaron una carta al representante Ted Lieu instándolo a tomar medidas en apoyo de los uigures. La organización de base Movimiento Judío por la Libertad de los Uigures trabaja para cerrar la brecha entre las comunidades uigur y judía, así como para defenderlas. En contraste con la campaña anterior Salvemos a Darfur, los principales donantes y organizaciones de judíos han andado con cuidado debido al temor de represalias contra ellos mismos y las empresas asociadas por parte del gobierno chino. Los principales grupos judíos que se han pronunciado sobre el genocidio uigur o han tomado posiciones políticas al respecto incluyen la Unión para el Judaísmo Reformista, el Comité Judío Estadounidense, la Asamblea Rabínica, la Liga Antidifamación y la Conferencia de Presidentes de las principales organizaciones judías estadounidenses.
En abril de 2021, el Consejo Judío para los Asuntos Públicos, un grupo de políticas públicas con sede en los Estados Unidos compuesto por organizaciones que representan a judíos reconstruccionistas, reformistas, conservadores y ortodoxos, instó a la comunidad judía a «hacer un llamado al Partido Comunista Chino para que ponga fin al genocidio y la explotación de los uigures, así como detener la opresión de otras minorías étnicas y religiosas que viven dentro de sus fronteras».
En 2021, varias organizaciones judías del Reino Unido incorporaron la situación en Sinkiang en sus recuerdos y conmemoraciones del Día de la Recordación del Holocausto.

#### Protestas

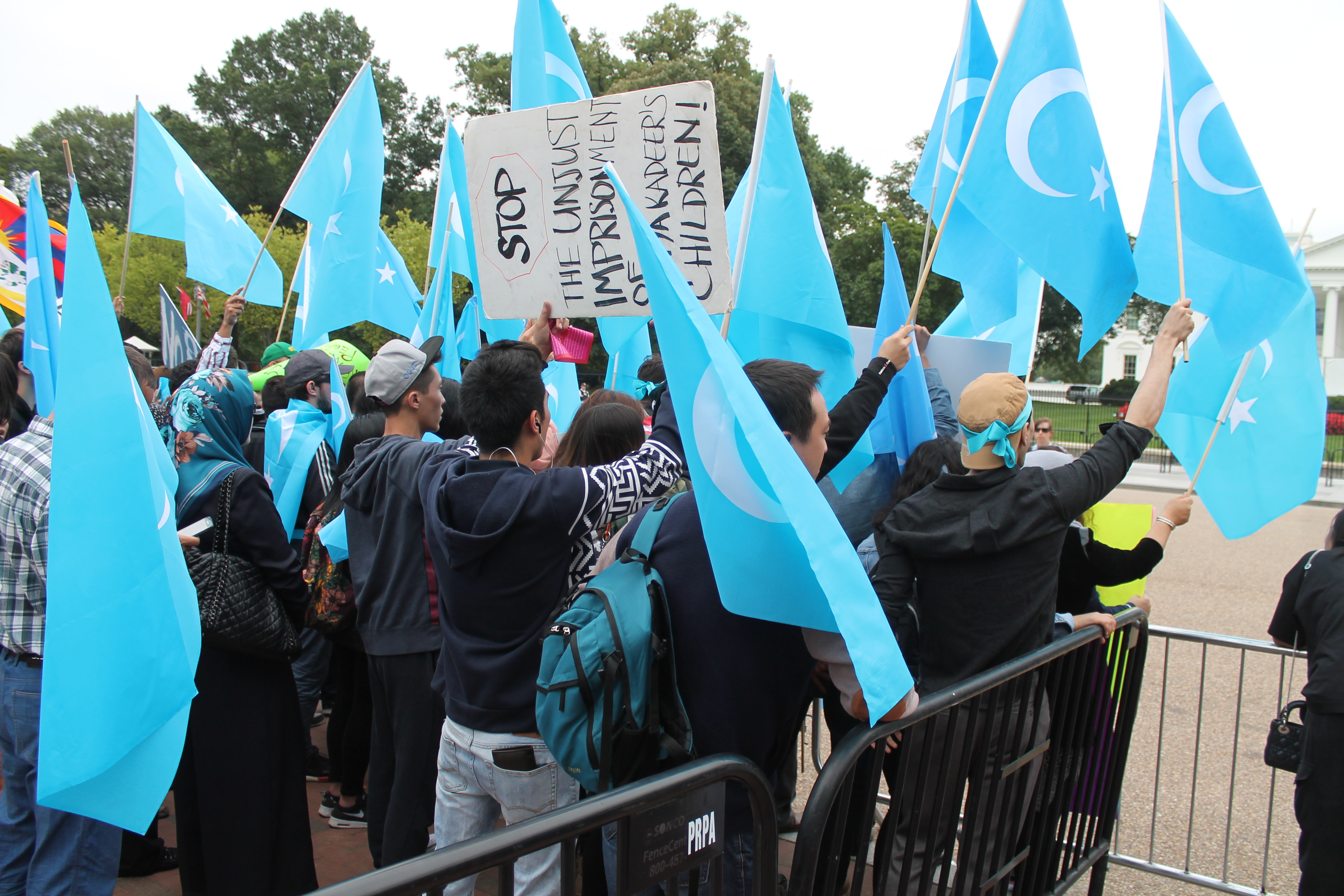
Manifestación de protesta por los derechos humanos de los uigures cerca de la Casa Blanca, el 25 de septiembre de 2015.

El Consulado de China en Alma Ata, Kazajistán, ha sido escenario de una manifestación de protesta diaria, compuesta principalmente por ancianas cuyos familiares se cree que están detenidos en China. En 2020, a los manifestantes uigures frente al Consulado General de China en Los Ángeles se unieron activistas que representaban al Tíbet, Taiwán y Hong Kong.
Se han llevado a cabo protestas regulares de uigures locales en sitios diplomáticos chinos en Estambul, Turquía, donde varios cientos de mujeres uigures protestaron en el Día Internacional de la Mujer en marzo de 2021. En Londres, un judío ortodoxo del vecindario local ha organizado protestas regulares frente a un puesto de avanzada de la embajada china. Ha realizado protestas al menos dos veces por semana desde febrero de 2019.
En marzo de 2021, cientos de uigures que vivían en Turquía protestaron por la visita del Ministro de Relaciones Exteriores de China, Wang Yi, a Estambul reuniéndose tanto en la plaza Beyazit como cerca del Consulado General de China en Estambul. Más de dos docenas de ONGs que se enfocan en los derechos de los uigures participaron en la organización de las protestas.
En octubre de 2021, el jugador de baloncesto Enes Kanter protestó contra los abusos contra los uigures por parte del estado chino al usar zapatillas en la cancha que decían «Esclavitud moderna» y «No más excusas». También criticó a Nike por guardar silencio sobre las injusticias en China. Kanter tuiteó: «Es tan decepcionante que los gobiernos y los líderes de los países de mayoría musulmana se mantengan en silencio mientras mis hermanos y hermanas musulmanes son asesinados, violados y torturados».

#### Boicot a los Juegos Olímpicos de Invierno de 2022

Países y regiones que hicieron un boicot diplomático a los Juegos Olímpicos de Invierno de 2022.

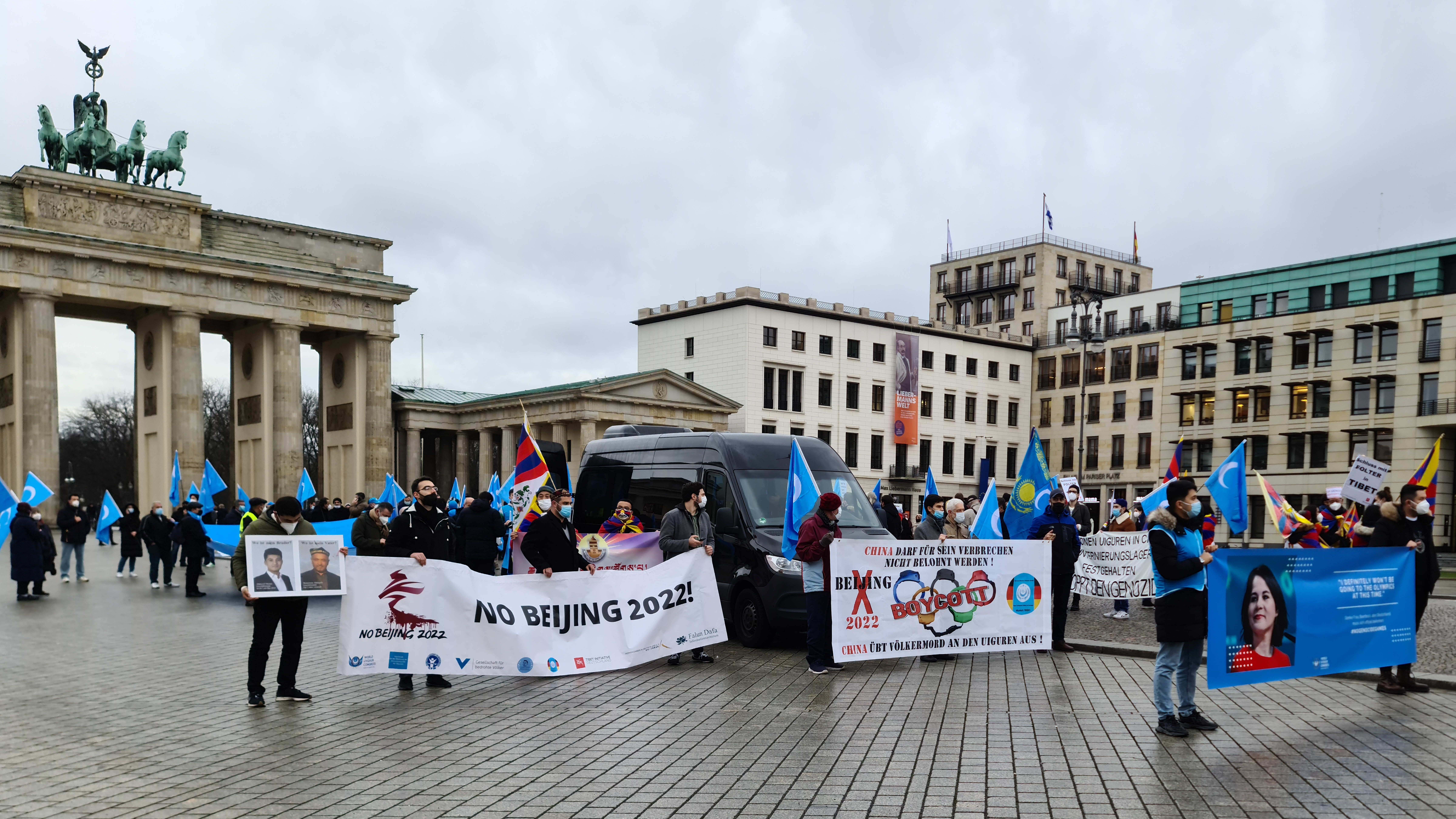
Manifestación de tibetanos y uigures frente a la Puerta de Brandeburgo en Berlín contra los Juegos Olímpicos de Pekín 2022.

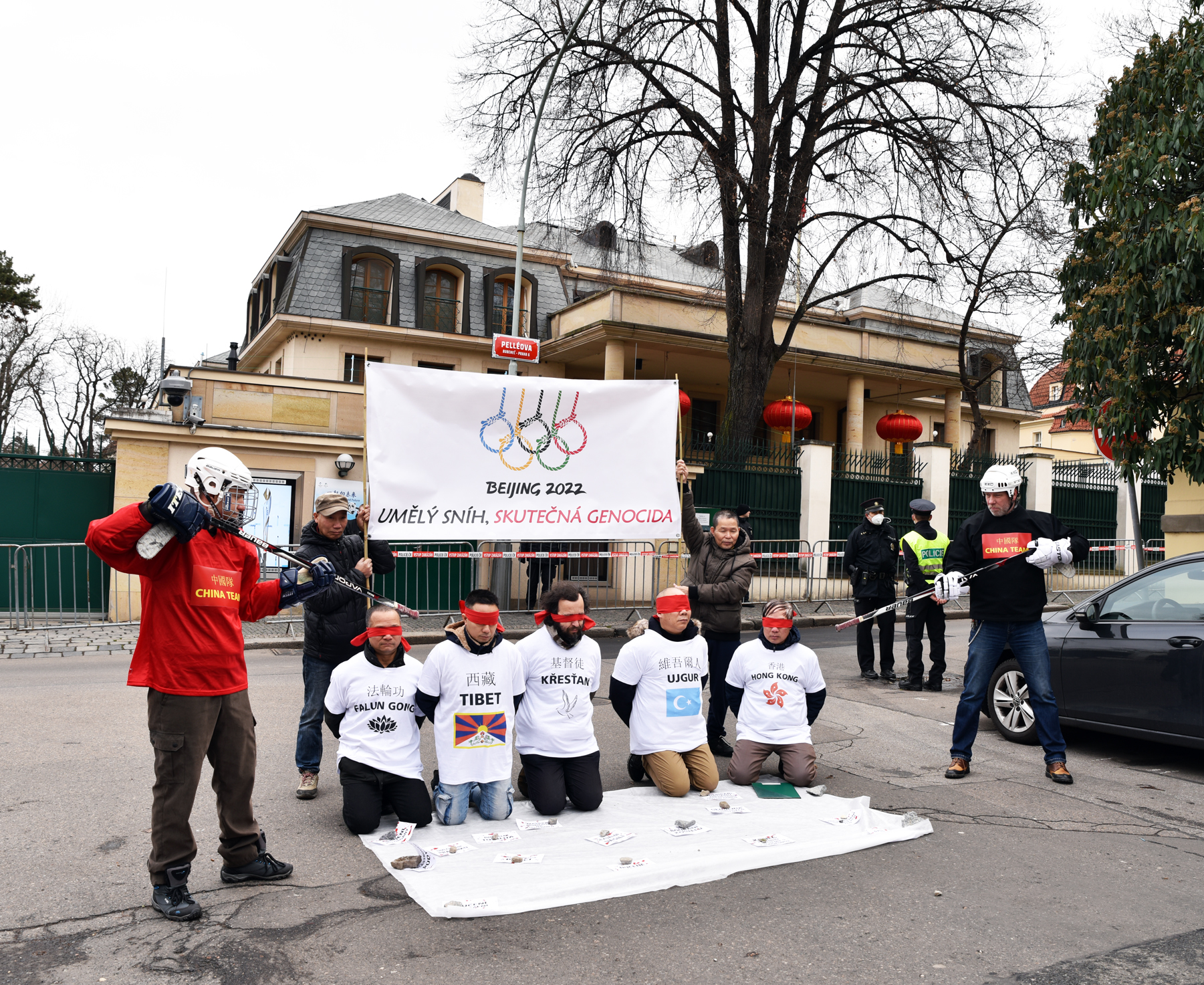
Manifestación frente a la embajada china, Praga (4.2.2022). La pancarta dice: «Nieve artificial, genocidio real».

A raíz de la filtración en 2019 de los papeles de Sinkiang que hacían públicas las políticas chinas hacia los uigures, se hicieron llamamientos para boicotear los Juegos Olímpicos de Invierno de 2022. En una carta del 30 de julio de 2020, el Congreso Mundial Uigur instó al Comité Olímpico Internacional (COI) a reconsiderar la decisión de celebrar los Juegos Olímpicos en Pekín. En una moción no vinculante de febrero de 2021, la Cámara de los Comunes de Canadá pidió al COI que trasladara los Juegos Olímpicos a una nueva ubicación. El COI se reunió con activistas a fines de 2020 sobre su solicitud de trasladar los Juegos Olímpicos. En marzo de 2021, el presidente del Comité Olímpico Internacional, Thomas Bach, se opuso a un boicot, que también dañaría la imagen y las finanzas del COI, y dijo que el COI debía mantenerse al margen de la política. El 6 de abril de 2021, un alto funcionario del Departamento de Estado de los Estados Unidos declaró que la posición del departamento «sobre los Juegos Olímpicos de 2022 no ha cambiado» y que no ha «discutido ni está discutiendo ningún boicot conjunto con aliados y socios». Australia, Bélgica, Canadá, Dinamarca, India, Kosovo, Lituania, Taiwán, el Reino Unido y los Estados Unidos hicieron boicots diplomáticos a los Juegos Olímpicos de Invierno de 2022.

#### Casos legales
El 4 de enero de 2022, diecinueve uigures, con la ayuda del abogado Gulden Sonmez, presentaron un caso penal por tortura, violación, crímenes de lesa humanidad y genocidio en la Fiscalía de Estambul contra funcionarios chinos. Sonmez afirmó que la legislación turca reconoce la jurisdicción universal para los delitos alegados en el caso.

#### Publicaciones
Nury Turkel publicó el libro No Escape: La verdadera historia del genocidio de los uigures en China en 2022. El libro documenta el trato hacia los uigures en Sinkiang y fue incluido en la lista para el Premio Moore de Escritura sobre Derechos Humanos de 2022.

## Negación de abusos
El gobierno chino ha negado los abusos contra los uigures y grupos étnicos afines. Estas negaciones han sido tanto internas como externas. El gobierno chino ha llevado a cabo campañas de propaganda en las redes sociales para seguir negando los abusos. En 2021, el gobierno chino publicó miles de videos en las redes sociales que mostraban a supuestos residentes de Sinkiang negando las denuncias de abuso realizadas por Mike Pompeo; una investigación conjunta de ProPublica y The New York Times encontró que los videos eran parte de una campaña de influencia coordinada por el Departamento Central de Propaganda del PCCh. También han utilizado sus redes de desinformación existentes, incluidos los trolls de las redes sociales, para negar el genocidio y otros abusos contra los derechos humanos contra los uigures.
En 2020, durante una entrevista con Andrew Marr de la BBC, el embajador chino en el Reino Unido, Liu Xiaoming, negó cualquier abuso contra los uigures a pesar de que se le mostraron imágenes de drones de lo que parecían ser prisioneros uigures y otras minorías étnicas encadenados que eran conducidos a trenes durante un traslado penitenciario. El embajador también culpó de los informes de esterilizaciones forzadas a «un pequeño grupo de elementos anti-China». En enero de 2021, el portavoz del Ministerio de Relaciones Exteriores, Zhao Lijian, respondió a las preguntas sobre el genocidio uigur durante una rueda de prensa afirmando: «China no tiene genocidio; China no tiene genocidio; China no tiene genocidio, punto». En febrero de 2021, Wang Wenbin llamó al genocidio uigur la «mentira del siglo».
Los abusos y la existencia de la red de campos también han sido negados por una pequeña minoría de medios de comunicación estadounidenses de izquierda. Estos incluyen un blog de izquierda llamado LA Progressive que comenzó a publicar artículos de negacionismo en abril de 2020, mientras que The Grayzone ha sido el medio más influyente en publicar artículos que niegan «la represión en curso de China contra el pueblo uigur». Grayzone ha sido presentado por los medios estatales chinos, incluidos CGTN y Global Times. En 2020, la portavoz del gobierno chino, Hua Chunying, retuiteó una historia publicada por The Grayzone que afirmaba haber desacreditado la investigación sobre los campos de internamiento de Sinkiang.
En febrero de 2021, una investigación de Press Gazette descubrió que Facebook había aceptado contenido de medios de comunicación estatales chinos como China Daily y China Global Television Network que negaba el maltrato a los uigures.
Según el antropólogo y experto en China Gerald Roche, escribiendo en The Nation, el negacionismo de lo que ocurre en Sinkiang solo ayuda al imperialismo chino y estadounidense.
Según informes del Instituto Newlines, un grupo de expertos de la Universidad Fairfax de América, AmaBhungane y The New York Times, Neville Roy Singham financia una red de organizaciones sin fines de lucro y grupos, incluido Code Pink, que niegan el genocidio uigur.